# Das Parfum

Cover der Taschenbuchausgabe von Diogenes (1994) analog dem der Originaledition (1985)

Das Parfum. Die Geschichte eines Mörders ist ein Roman des deutschen Schriftstellers Patrick Süskind aus dem Jahr 1985. Dem Lebenslauf eines mit genialem Geruchssinn ausgestatteten Parfümeurs folgend, erkundet er die Welt der natürlichen und künstlichen Gerüche, thematisiert deren mögliche Bedeutung in zwischenmenschlichen Beziehungen und beschreibt traditionelle wie unkonventionelle Herstellungsverfahren von Parfum. Das der Postmoderne zugeschriebene Werk erlaubt eine Vielzahl von Lesarten, unter anderem als Entwicklungs-, Bildungs-, Künstler- und Kriminalroman – einschließlich deren Parodien.
Mit Übersetzungen in 48 Sprachen und bisher weltweit mehr als 20 Millionen verkauften Exemplaren ist Das Parfum einer der größten Bucherfolge unter den deutschsprachigen Romanen des 20. Jahrhunderts. Nach seinem Erscheinen hielt sich der Titel rund neun Jahre in der Spiegel-Bestsellerliste. Etwa ebenso lange wartete der Diogenes-Verlag mit der Publikation der ersten Taschenbuchausgabe. Das Urteil der nationalen wie internationalen Kritik war nahezu einhellig positiv. 1987 wurde Das Parfum in der Übertragung von John E. Woods mit dem World Fantasy Award ausgezeichnet.
Bedingt durch die Öffentlichkeitsscheu des Autors sind viele Details der Entstehungsgeschichte des Romans noch unbekannt. Die Filmrechte verkaufte Süskind nach langem Zögern 2001 an den befreundeten Filmproduzenten Bernd Eichinger, dessen kommerziell erfolgreiche Produktion Das Parfum – Die Geschichte eines Mörders fünf Jahre später Premiere hatte.

## Inhalt
Der Roman erzählt das Leben von Jean-Baptiste Grenouille (zu Deutsch „Frosch“), der mit einem phänomenalen Geruchssinn, aber ohne jeden Eigengeruch auf die Welt kommt. In seiner Kindheit und Jugend ist er als Waise vielen Demütigungen ausgesetzt, gegen die ihn jedoch sein starker Überlebenswille schützt. Durch den Erwerb eines Gesellenbriefs emanzipiert, lebt er zunächst als Eremit. Später wird er zum Serienmörder, als er seine Vision, „der größte Parfumeur aller Zeiten“ zu werden, in die Tat umsetzt. Sein krönendes Parfum verschafft ihm scheinbar unbegrenzte Macht, führt ihn am Ende aber in die Desillusionierung und zum Scheitern.

### Lehrjahre

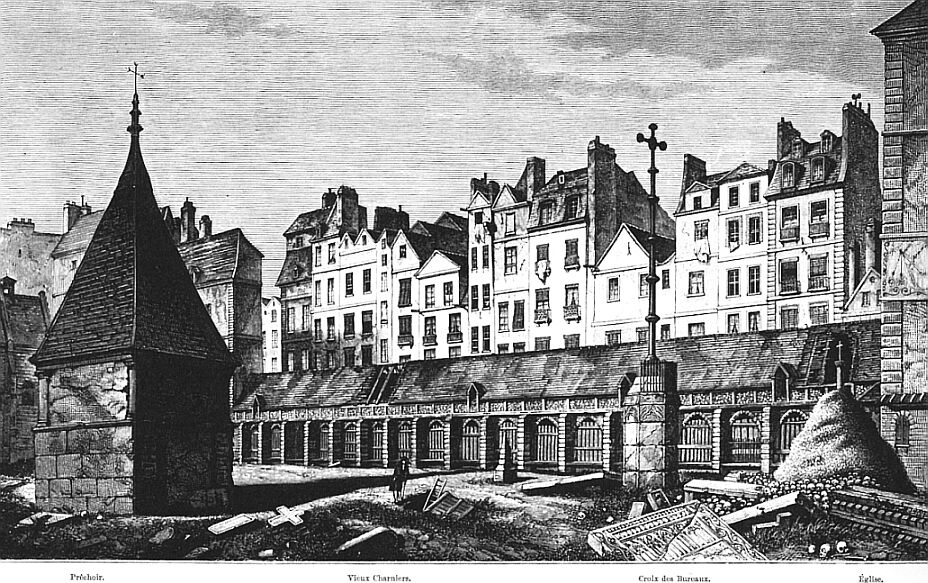
Der Pariser Friedhof „Cimetière des Innocents“ im 18. Jahrhundert

Am 17. Juli 1738 kommt Grenouille unter dem Schlachttisch einer Fischbude in unmittelbarer Nähe zum Pariser Cimetière des Innocents, „am allerstinkendsten Ort des gesamten Königreichs“ zur Welt. Seine Mutter, eine Fischhändlerin, will ihn mitsamt den Fischresten in der Seine entsorgen, so wie sie es schon mit ihren vier früheren Totgeburten getan hat. Grenouille jedoch stößt einen derart durchdringenden Schrei aus, dass Passanten auf ihn aufmerksam werden und er gerettet wird. Seine Mutter wird als mehrfache Kindesmörderin hingegen zum Tode verurteilt und enthauptet. Das Waisenkind wird von Amme zu Amme gereicht, denn jede weigert sich nach kurzer Zeit, den gierigen Säugling weiter zu versorgen. So auch die vierte Amme, Jeanne Bussie, die ihn schließlich dem kirchlichen Vormund zurückbringt. Zudem vermisst sie den vertrauten Baby-Geruch und meint, es sei womöglich vom Teufel besessen. Pater Terrier, der Grenouille widerstrebend entgegennimmt, weist diesen Verdacht zurück, fühlt sich aber höchst unwohl, als der erwachende Säugling ihn „schamlos abriecht“ und markerschütternd schreit. Eilends gibt auch er ihn weiter in neue Obhut zu Madame Gaillard, die ihren Lebensunterhalt durch das Aufziehen von Waisenkindern bestreitet.
Obwohl die Nahrung kärglich ist, Liebe gänzlich fehlt und die anderen Kinder Grenouille meiden, isolieren und sogar umzubringen versuchen, ist er bei Madame Gaillard in den richtigen Händen. Ihr Handikap, der Verlust ihres Geruchssinns schon in der Kindheit, erweist sich für Grenouille als Segen, denn mit ihrem Olfaktus hat sie auch sämtliche Gefühlsregungen verloren, empfindet weder Zu- noch Abneigung und behandelt daher alle Kinder gleich. Grenouille kann also bei ihr überleben; mehr will er vorerst ohnehin nicht. In allem ist seine Entwicklung verzögert und bleibt auf ein Mindestmaß beschränkt – mit Ausnahme seines phänomenalen Geruchssensoriums, dem er sich umso ausschließlicher hingibt. Sein innerer Reichtum bleibt seiner Mitwelt jedoch verborgen, oder er äußert sich in übernatürlich scheinenden Fähigkeiten. So zieht Madame Gaillard zwar Nutzen aus seiner Gabe, dass er jedes in seiner „Riechweite“ befindliche Ding oder Lebewesen identifizieren und lokalisieren kann, ohne dass er es sieht; noch größer aber ist ihre Angst davor. Als daher irgendwann die Zahlungen der Kirche ausbleiben, nimmt sie dies zum Anlass, ihn loszuwerden, und verkauft den Achtjährigen an den Gerber Grimal.
Dieser beutet die Arbeitskraft des unterwürfigen Jungen rücksichtslos aus. Erst als Grenouille nach einem Jahr wider Erwarten den Milzbrand überlebt und gegen diese in aller Regel tödlich verlaufende Gerberkrankheit resistent wird, steigt er im Wert. Das verschafft ihm kleine Freiräume, die er nutzt, um die Großstadt Paris nach und nach geruchlich zu erobern. Auf einem seiner Streifzüge wird er plötzlich von einem atemberaubenden Duft angezogen. Fasziniert folgt er ihm und findet in einem kleinen Hinterhof dessen Quelle, ein junges rothaariges Mädchen, das Mirabellen putzt. In seinem Drang, ihren exquisiten Duft besitzen zu wollen, nähert er sich ihr heimlich von hinten, ergreift ihren Hals und erwürgt sie. Gierig saugt er den Duft ihres ganzen Körpers in sich auf, bis er sie „welkgerochen“ hat. Noch am selben Abend erkennt er seine Bestimmung als Geruchsgenie und beschließt, „der größte Parfumeur aller Zeiten“ zu werden. Zugleich wird er sich der Notwendigkeit bewusst, Methoden für die Konservierung von Düften kennenzulernen. Er sieht seine Chance gekommen, als er dem Parfümeur Baldini eine Lieferung Lederhäute zu überbringen hat, und demonstriert ihm auf eindrucksvolle Weise seine geniale Fähigkeit, ohne die üblichen Hilfsmittel Düfte zu kopieren und neue Parfums zu schaffen. Baldini, eigentlich schon entschlossen, vor dem aufstrebenden Konkurrenten Pélissier zu kapitulieren, schöpft wieder Hoffnung, kauft Grenouille und stellt ihn als Lehrling ein. Grimal, der sich am unerwartet hohen Erlös berauscht, stürzt volltrunken in die Seine und stirbt.

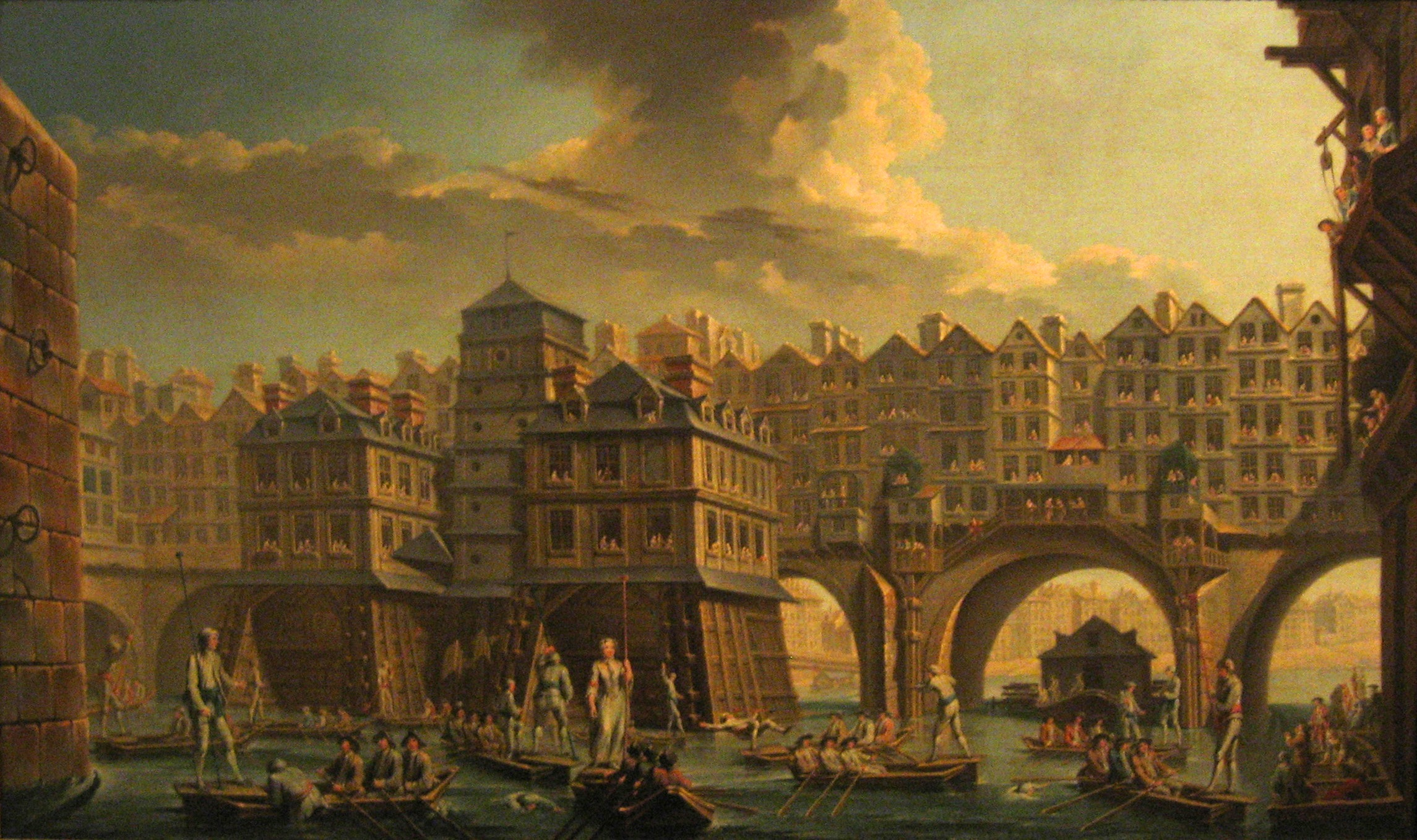
Auf dem Pont au Change (‚Tauschbrücke‘) standen jahrhundertelang tatsächlich Wohn- und Handelshäuser (Gemälde von 1756)

Grenouilles unerschöpfliche Produktivität macht Baldinis Haus binnen kurzer Zeit zur ersten Adresse Europas, ohne dass nach außen dringt, wer die begehrten Parfums kreiert. Zugleich lernt Grenouille die Techniken und Konventionen des Parfümeur-Handwerks kennen. Heimlich versucht er nebenbei, auch anorganischen Stoffen wie Glas oder Messing ihren Geruch zu entlocken. Als dies mit der einzigen ihm bekannten Methode, der Destillation, scheitert, erkrankt er lebensgefährlich. Von sämtlichen Ärzten bereits aufgegeben, gesundet er erst, als er von Baldini erfährt, dass man im Süden Frankreichs, vor allem in Grasse, noch andere Duftgewinnungsverfahren erlernen könne. Dennoch muss er noch knapp drei Jahre ausharren und seines Meisters Vermögen und Ruhm weiter mehren, bis dieser ihn endlich, ausgestattet mit dem längst verdienten Gesellenbrief, freigibt. Im Frühjahr 1756 verlässt Grenouille Paris in Richtung Süden. Noch in derselben Nacht stürzt die Brücke – der Pont au Change – genau dort, wo Baldinis Haus steht, „ohne erkennbare Ursache“ ein. Im Anschluss findet man weder die Leichen von Baldini und seiner Frau noch sein Vermögen, noch irgendetwas, das Grenouilles Wirken an diesem Ort bezeugt.

### Wanderjahre
Indem Grenouille sich von Paris entfernt, entdeckt er in sich eine neue Leidenschaft: Luft zu atmen, die frei ist vom Geruch der Menschen. So ändert sich das Ziel seiner Wanderung. Es zieht ihn magisch zum „menschenfernsten Punkt“ des Landes. Diesen findet er auf einem Vulkanberg, dem Plomb du Cantal, wo er sich in einer tiefen Höhle einrichtet und sie nur zur Befriedigung der elementarsten Bedürfnisse verlässt. Äußerlich vegetiert er dahin, innerlich blüht er auf. Die zahllosen Düfte, die er in sich trägt, ordnet er, verwirft die schlechten und genießt die guten, wann immer er mag. Nach sieben Jahren bringt eine innere Erschütterung die Wende. In einem Albtraum erlebt er mit Entsetzen, was der Leser längst weiß: Er selbst hat keinen Geruch. Als alle Versuche, den Traum durch die Realität zu widerlegen, scheitern, bricht Grenouille auf und kehrt in die Zivilisation zurück.
Seine Behauptung, er sei sieben Jahre lang von Räubern in einem Erdloch gefangen gehalten worden, findet Glauben. Der Marquis de la Taillade-Espinasse, ein dilettierender Wissenschaftler, sieht in ihm sogar seine These bestätigt, wonach die Erde schädliche Gase ausstoße, welche alles Lebende schädige. Er bietet Grenouille an, ihn in einem „Vitalluftventilationsapparat“, den er selbst erfunden hat, binnen einer Woche zu kurieren, was vor der versammelten Geisteswelt in Montpellier demonstriert werden soll. Grenouille spielt das Spiel mit. Nur er weiß, was – neben der Wiederherstellung seines Äußeren – die Gelehrten tatsächlich täuscht: das Parfum, das er eigens für diesen Zweck kreiert hat. Ein zweites Parfum befriedigt ihn noch mehr: Es verleiht ihm den gewöhnlichen Menschenduft. Mit ihm fühlt er sich, wenn er unter Menschen ist, erstmals wie ihresgleichen und erkennt damit ihre Manipulierbarkeit. Jetzt will er auch noch Macht über sie, will, dass sie ihn lieben, glaubt er sich doch, als „omnipotenter Gott des Duftes“, dem „stinkenden Gott“, dem die Menschen huldigen, überlegen. Heimlich verlässt er Montpellier und begibt sich auf kürzestem Weg nach Grasse. Die Spur des Marquis de la Taillade-Espinasse hingegen, der versucht, die Richtigkeit seiner These noch eindrucksvoller an sich selbst zu beweisen, verliert sich in den Höhen der Pyrenäen.

### Meisterjahre
Auf seinem ersten Erkundungsgang in Grasse macht Grenouille eine geruchliche Entdeckung, die seinen inneren Kompass auf ein festes Ziel ausrichtet. Was er wahrnimmt, ist der erregende Duft eines Mädchens. Er ähnelt dem seines ersten Opfers in Paris, ja ist sogar noch verlockender, wenn auch noch nicht „gereift“. Dazu braucht es noch ein bis zwei Jahre Zeit. Grenouille beschließt zu warten und sich selbst zu vervollkommnen.
Die gewünschte Anstellung findet er im Parfümeuratelier der verwitweten Madame Arnulfi, wo er ihrem ersten Gesellen, Dominique Druot, zur Hand geht. Ihm gegenüber, Herrn Arnulfis Nachfolger in spe, taktiert Grenouille höchst geschickt: Sich radikal dem Stärkeren unterwerfend, äußert er gut dosiert vorsichtige kleine Verbesserungsvorschläge, was Druot dazu bringt, ihm mehr und mehr die Arbeit zu überlassen. Grenouille verschafft sich dadurch die Freiheit, die er sich wünscht – z. B. bei den durch Baldini verheißenen Verfahren der Enfleurage –, und bald auch die, die er braucht, als er sich heimlich anschickt, sein Meisterwerk zu vollenden. Zunächst eignet er sich Techniken an, die es ihm ermöglichen, den Duft seines zukünftigen Opfers verlustfrei einzufangen, dann fasst er den fatalen Entschluss, ihn einzubinden in ein „Duftdiadem“ von 24 ähnlich exquisiten Düften, die sein Meisterparfum abrunden sollen. So wird er zum Serienmörder.
Die Bewohner von Grasse reagieren auf die Mordserie mit Entsetzen und Ratlosigkeit. Es fehlt nicht nur jede Spur vom Täter, sondern auch ein plausibles Motiv. Die Opfer sind allesamt zu Frauen heranreifende junge Mädchen von ausgesuchter Schönheit, doch ein Sexualdelikt liegt offensichtlich nicht vor. Nach dem 24. Mord und einem öffentlichen bischöflichen Fluch auf den unbekannten Täter scheint der monatelange Spuk plötzlich vorüber. Nur einer, „der mit Abstand vermögendste Bürger weit und breit“, traut der Ruhe nicht: Antoine Richis, der Vater jenes Mädchens namens Laure, das Grenouille als krönendes Opfer auserkoren hat. Als Richis das erahnt, handelt er sofort. Unter Vortäuschung eines anderen Fluchtwegs plant er, Laure auf einer Insel in einem wehrhaften Kloster in Sicherheit zu bringen und schnellstmöglich zu verheiraten. Grenouilles feine Nase jedoch nimmt ihre Witterung auf, er folgt ihnen in den abgelegenen Gasthof, in dem sie unterwegs übernachten, tötet Laure im Schlaf und bemächtigt sich auch ihres Duftes. Sein Meisterparfum ist damit vollendet.
Diesmal allerdings hat er Spuren hinterlassen, die eindeutig zu ihm führen. Er wird verhaftet, gesteht die Tat, antwortet jedoch auf die wiederholte Frage nach dem Motiv nur mit der für die Ermittler unverständlichen Aussage, er habe die Mädchen „gebraucht“. Am 15. April 1766 wird er zum Tode verurteilt. Zwei Tage später soll er hingerichtet werden. Doch das erwartete Spektakel nimmt eine andere Richtung. Als Grenouille aus der Kutsche steigt, die ihn aufs Schafott bringen soll, ist die Menge unisono mit einem Schlag überzeugt, dass dieser Mann unmöglich ein Mörder sein könne. Der Duft eines einzigen Tropfens von seinem Meisterparfum genügt, um die Menge ihm vollkommen hörig zu machen. Die Verzückung und Anbetung der Masse – sie mündet in ein Bacchanal, eine wüste Sexorgie – erwidert Grenouille zunächst mit Triumph, dann mit Ekel und Hass. Er fällt in Ohnmacht und kommt im Bett der Laure Richis wieder zu sich. Selbst ihr Vater ist also der Massenhypnose erlegen. Nun will er Grenouille sogar als seinen Sohn adoptieren. Dieser heuchelt Zustimmung, stiehlt sich heimlich davon und verlässt Grasse unerkannt. Der Fall des Mädchenmörders wird abgeschlossen, indem man anstelle von Grenouille, dessen Verurteilung aufgehoben wurde, Dominique Druot beschuldigt und nach einem durch Folter erwirkten Geständnis hinrichtet.

### Epilog
Grenouille, ernüchtert und desillusioniert, wandert zurück an den Ausgangspunkt seines Lebens: Am 25. Juni 1767 kommt er in Paris an und begibt sich geradewegs zum Cimetière des Innocents, in dessen Nachbarschaft er zur Welt gekommen war. Nach Mitternacht sucht er dort die Nähe der sich um ein Lagerfeuer scharenden Ausgestoßenen der Gesellschaft und übergießt sich vor deren Augen mit dem gesamten Rest seines Parfums. Sie reagieren so, wie von ihm vorausgesehen. Von seiner vermeintlich engelhaften Schönheit verzückt, begehren sie ihn mit kannibalischer Gier, und in kürzester Zeit wird Grenouille von ihnen zerrissen und vollständig verspeist.

## Form

### Aufbau

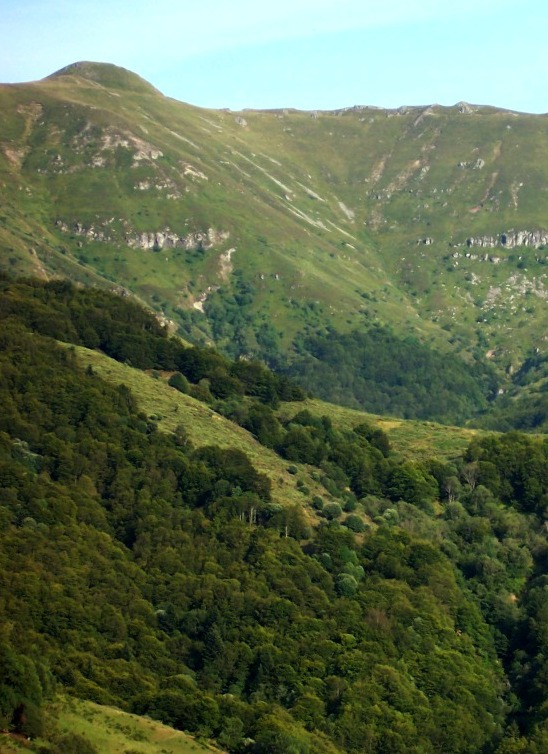
Der Plomb du Cantal, auf und in dem Grenouille sieben Jahre verbringt

Der Roman hat 4 Teile und 51 durchlaufend nummerierte Kapitel. Weder die Teile noch die Kapitel tragen eine Überschrift. Der letzte Teil besteht aus nur einem, dem letzten Kapitel, was ihn schon formal von den anderen abhebt. Die Auffassungen der Interpreten, welche Funktion ihm zukommt, weichen nur geringfügig voneinander ab. Susanne Drobez hat sich für den Arbeitstitel „Die Desillusionierung“ entschieden, Werner Frizen und Marilies Spancken bezeichnen ihn schlicht als „Epilog“. Weitgehende Einigkeit besteht darüber, dass die drei ersten Teile des Romans den drei Etappen einer traditionellen Handwerker-Ausbildung entsprechen. Jeder Teil enthält deren typische Merkmale, und jeder Teil schließt ab mit Grenouilles Aufbruch bzw. Weggang. Bernd Matzkowski sieht eine gewisse Inkongruenz zwischen innerer Struktur und äußerer Aufteilung. Er hält die mit Grenouilles Abschied vom Plomb du Cantal entstehende Zäsur für stärker als die nach seinem Weggang aus Montpellier und rechnet daher die dazwischen liegenden Kapitel dem dritten Teil zu. Grenouilles sieben Jahre auf dem Berg bezeichnet er als „Mittelachse“ des Romans, die den Jugendlichen zum Erwachsenen mache und so den Höhepunkt bezüglich der „inneren Entwicklung des Protagonisten“ darstelle. Im Hinblick auf die „äußere Entwicklung der Geschehnisse und den äußeren Spannungsbogen“ hingegen liege der Höhepunkt im dritten Teil.

### Erzählweise
Zwei Aspekte rücken in den Blick, wenn Interpreten (vor allem die frühen) diverse Charakteristika der Erzählweise des Parfum benennen: ein gewisser Konservatismus und die Fabulierkunst Süskinds. Letztere wird von Frizen/Spancken auch als Akt der Abgrenzung von der Moderne gedeutet, womit sie den Autor zugleich gegen den Vorwurf verteidigen, er habe deren Errungenschaften in puncto Erzählkunst „verschlafen“. Sie konstatieren: „Süskind hingegen trennt sich von diesen Darstellungsmitteln der Formzertrümmerung, der Diskontinuität, der Entschematisierung und entwickelt neue Lust zu fabulieren.“

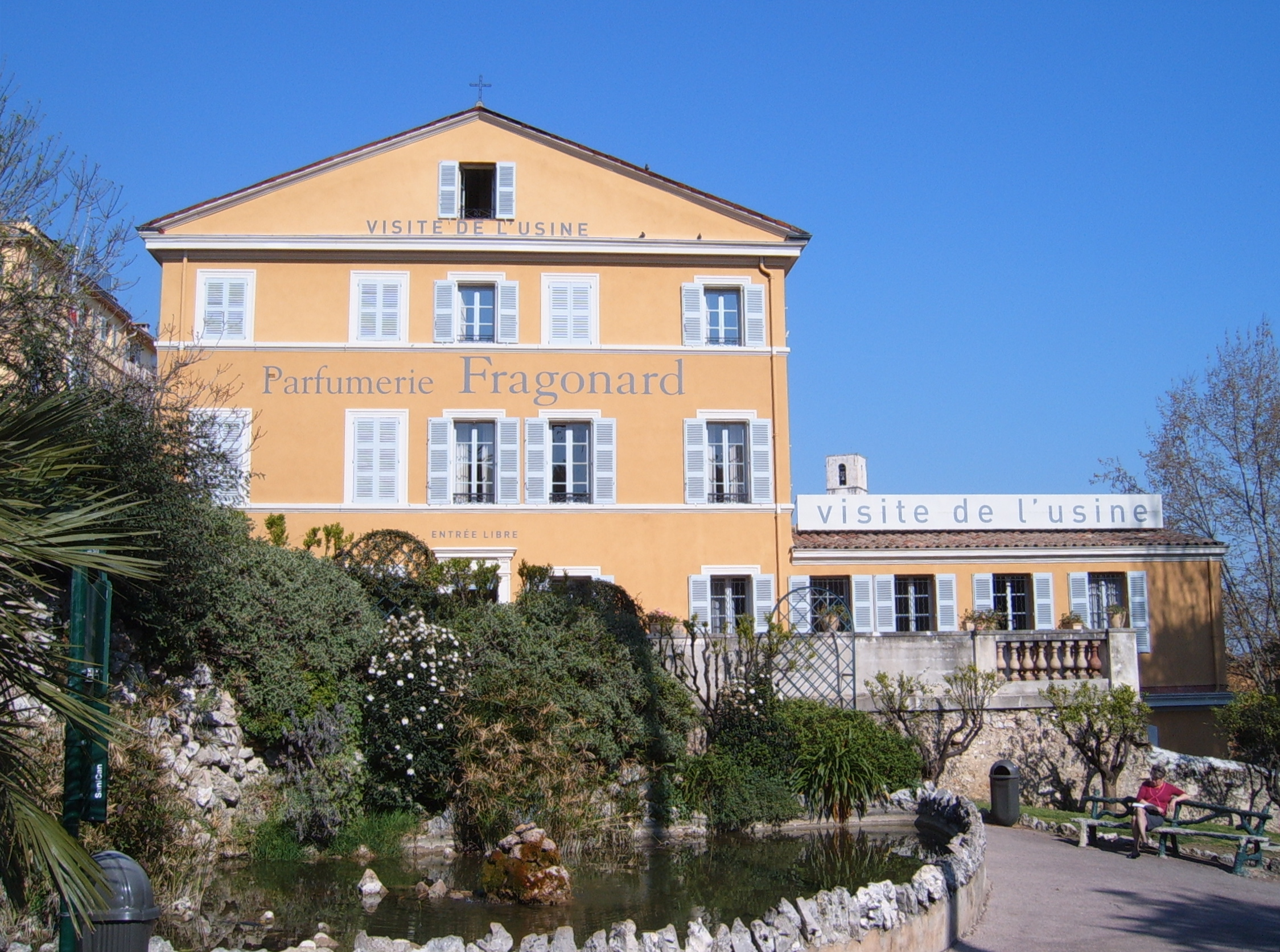
Bei Fragonard in Grasse ließ sich Süskind in die Geheimnisse der Parfümeurskunst einweihen

Süskinds „Lust zu fabulieren“ im Sinne „fantasievollen Erzählens“ ist in jedem Falle eins der markantesten Merkmale des Romans und wurde durch die Würdigung mit dem World Fantasy Award (1987) bestätigt. Sie umfasst vieles: innere wie äußere Vorgänge, Imaginationen der Figuren ebenso wie deren Handlungen, das Einfühlen in Grenouilles Wahrnehmungen komplexester Gerüche wie auch beispielsweise die Schilderung seines spektakulären Auftritts bei Baldini, bei dem er, sein erstes Parfum („Amor und Psyche“) schaffend, gleich „die parfümistische Weltordnung auf den Kopf stellt“. Was der Autor hier höchst anschaulich erzählt, ist pure Fantasie; allerdings bettet er sie ein in die reale Welt des Ortes, an dem er dies geschehen lässt. Süskind hat diese Welt intensiv studiert. Die Ergebnisse seiner Recherchen (bezüglich der Schauplätze, Kulturgeschichte und parfümistischen Techniken) hat er so in den Roman eingewoben, dass Fantastisches und Faktisches einander ergänzen und einen homogenen Erzählfluss ohne merkliche Brüche bilden.
Der Erzählfluss, und damit auch das Lesetempo, werden nicht unwesentlich dadurch bestimmt, dass Süskind ein versierter Drehbuchschreiber war, noch bevor Das Parfum erschien. Woran sich dies genau festmachen lässt, zeigt Frank Degler exemplarisch an den ersten drei Kapitelübergängen. Jedes Mal werde ganz neu angesetzt, sei es durch das Wort „Da!“ (Kap. 2), das „im Medium Sprache wie ein harter Filmschnitt“ funktioniere, sei es durch einen Ortswechsel (Kap. 3) oder sei es durch den Auftritt einer neuen Figur wie den von Madame Gaillard (Kap. 4), der in ihrem Fall mit „jedem großformatigen Leinwandauftritt konkurrieren“ könne, „sowohl was Intensität als auch was die Geschwindigkeit angeht, mit der die figurale Wirksamkeit entfaltet wird“. Degler verweist selbst weiter auf die diesbezügliche Analyse von Frizen/Spancken und deren vergleichendes Urteil mit Goethes Wilhelm Meister: Während dies „übel zusammengeleimt“ sei, „scheint Süskind die Komposition am Reißbrett entworfen zu haben. Seine letzten Sätze ‚sitzen‘.“ Ihre detaillierten Untersuchungen zum klanglichen „Ausschwingen der Kapitelenden“ schließen mit dem Urteil: „[Süskind] knüpft damit an die Klauseln an, die die antiken Rhetoriker zur Kultivierung der Prosa analog zum Versbau der Poesie schufen.“ Sie präzisieren so eine Beobachtung, die in Marcel Reich-Ranickis Rezension summarisch heißt: „[Süskind] hat einen ausgeprägten Sinn für den Rhythmus der Sprache.“
Süskinds „konservative Erzähltechnik“, von Norbert Berger positiv bewertet im Hinblick auf den Verkaufserfolg, wird in der Regel an zweierlei festgemacht: zum einen, dass auktorial, und zum anderen, dass (nahezu) chronologisch erzählt wird. Der auktoriale Erzähler des Parfum ist von der ersten Seite an präsent. Er mischt sich ein, indem er ebenso zurück verweist („wie wir wissen“) wie auch nach vorn („aber dahin sollte es nie kommen“). Zumeist bezieht er den Pluralis Auctoris nur auf sich („Vielmehr, so scheint uns […]“), mitunter schließt er mit dem „wir“ aber auch den Leser ein, wie zum Beispiel an einer der programmatisch wirkenden Textstellen, die zunächst nur den von Grenouilles „Amor und Psyche“ überwältigten Baldini zu meinen scheint: „Es gibt eine Überzeugungskraft des Duftes, die stärker ist als Worte, Augenschein, Gefühl und Wille. Die Überzeugungskraft des Duftes ist nicht abzuwehren, sie geht in uns hinein wie die Atemluft in die Lungen, sie erfüllt uns, füllt uns vollkommen aus, es gibt kein Mittel gegen sie.“
Süskinds Erzähler moderiert nicht nur, er kommentiert, wertet und ironisiert. Davon bleibt keine handelnde Figur ausgenommen. Als erste trifft dies Grenouilles Mutter, die beschrieben wird als „junge Frau […], gerade Mitte zwanzig, die noch ganz hübsch aussah und noch fast alle Zähne im Munde hatte und auf dem Kopf noch etwas Haar und außer der Gicht und der Syphilis und einer leichten Schwindsucht keine ernsthafte Krankheit“. Den Protagonisten selbst überhäuft der Erzähler schon in den ersten Sätzen mit Negativattributen („Scheusal“, „Finstermann“, „Selbstüberhebung“, „Menschenverachtung“, „Immoralität“, „Gottlosigkeit“). Dem stehen, an dieser Stelle, nur dessen Genialität und (vergessene) Berühmtheit gegenüber. An anderer Stelle hingegen, bei seinem ersten Mord, entlastet ihn der Erzähler gleich mehrfach: zunächst indem er detailliert erzählerisch beglaubigt, wie wenig Grenouille hier „bei Sinnen“ ist – oder eben getrieben von dem einzigen ihn beherrschenden; zusätzlich billigt er ihm am Kapitelende noch einmal zu, dass er sich einer Straftat kaum bewusst gewesen sei; vorher schon hatte er ihm verminderte Schuldfähigkeit aufgrund moralischer „Begriffsstutzigkeit“ attestiert. – Inhaltlich wie sprachlich auffallend ist das enorme Spektrum wertender Bezeichnungen, mit denen Grenouille versehen wird. Besonders groß ist es im ersten Teil, da er hier noch abhängig von anderen ist und die Wertung, die der Bezeichnung innewohnt, zumeist auch den wertet, der sie äußert oder denkt. In den ersten zwei Kapiteln zum Beispiel ist der neutrale Ausdruck „Kind“ eher die Ausnahme; stattdessen nennt ihn seine Mutter „das Ding“, die Amme Bussie „Bastard“ und Pater Terrier „feindliches Animal“ bzw. „Teufel“. In Kapitel 15 bricht Baldini, angesichts der vermeintlichen Hybris des „Zauberlehrlings“ Grenouille, in eine zunächst gedankliche, dann verbale Suada aus: „der kleine Mensch“ heißt es zuerst noch fast neutral, und danach „der Verrückte“, „Kind“, „Vormensch“, „fanatisches Kleinkind“, „der präpotente Bursche“, „das geduckte Häuflein Nichts“, „Geschmeiß“, „barbarischer Stümper“, „lausiger frecher Rotzbengel“ (und einmal nur wieder „Mensch“, aber auch dort, wie zu Beginn, nicht ohne begleitendes Attribut).
Einige dieser Bezeichnungen tragen Vergleichscharakter („wie ein Kind“, „wie diese unzugänglichen, unbegreiflichen, eigensinnigen kleinen Vormenschen“). Vergleiche gehören auch zu den wichtigsten Stilmitteln des Romans, was umso mehr gilt, wenn man deren verkürzte Form, die Metapher, hinzuzählt. So werden nach Grenouilles erstem Mord, als es heißt, dass er das Mädchen „welk“ riecht und von ihrem Duft nichts „verschütten“ will, zwei Metaphern eingeführt, die der Erzähler später wieder aufgreift und erweitert. Kurz darauf bündelt er in einem Satz zwei Vergleiche, die noch dazu antithetisch angelegt sind: „In dieser Nacht erschien ihm sein Verschlag wie ein Palast und seine Bretterpritsche wie ein Himmelbett.“ Ein typisches Vergleichs- und Metaphernfeld ist das der Musik. Schon in die Anfangsphase von Grenouilles Zeit bei Baldini fallen folgende Beispiele: der „geruchliche Zusammenklang“ des „unbeschreiblichen Chaos von Düften“ in dessen Haus gleicht „einem tausendköpfigen Orchester, in welchem jeder Musiker eine andre Melodie fortissimo spielt“; „ebenso wie ein musikalisches Kind darauf brennt, ein Orchester aus der Nähe zu sehen oder einmal in der Kirche auf die Empore hinaufzusteigen, zum verbotenen Manual der Orgel, so brannte Grenouille darauf, eine Parfumerie von innen zu sehen“; das Parfum, das Grenouille als zweites schafft – seine erste echte Kreation – und das Baldini dann „Nuit Napolitaine“ nennt, „war im Vergleich zu Amor und Psyche wie eine Sinfonie im Vergleich zum einsamen Gekratze einer Geige“.
Im unmittelbaren Vorfeld dieser Phase erträumt sich Grenouille eine „innere Festung der herrlichsten Duftkompositionen“. Die Synästhesie, die bereits dem Kompositum innewohnt, wird durch „Festung“ noch um den Tastsinn erweitert und zusätzlich kontrastiert durch die Antithese „fest“ – „luftig/leicht“. Ein noch markanteres Beispiel für Synästhesie, auf das Frizen/Spancken verweisen, fällt in Grenouilles (Traum-)Zeit auf dem Plomb du Cantal: „[…] die Düfte verströmten sich weiter und mischten sich in der Bläue der Nacht zu immer phantastischeren Noten. Es stand eine wahre Ballnacht der Düfte bevor mit einem gigantischen Brillantduftfeuerwerk.“ Das Kompositum allein enthält nahezu alle Sinneswahrnehmungen: evident sind die optischen, akustischen und olfaktorischen; „B/brillant“ fügt taktile und farbliche hinzu; nur die gustatorischen fehlen.
Frizen/Spancken, die in den Synästhesien des Romans mehr als nur ein Stilmittel Süskinds sehen, weisen in diesem Zusammenhang auf eine weitere Funktion des Erzählers hin: die, Distanz zu schaffen. Die Erinnerung daran, dass Grenouilles erster Mord während eines Feuerwerks geschah, könne an dieser Stelle dazu führen, dass der Leser, „der vielleicht im Sinnenrausch schwelgt“, aus seinen Illusionen gerissen werde und auf Abstand zum Helden gehe. Ein anderes Mittel des Erzählers, dies zu bewirken, ist Ironie. Auch und gerade während der sieben Jahre, die Grenouilles ausschließlicher Beschäftigung mit sich selbst, mit seinem „inneren Imperium“ der Gerüche gewidmet sind, ist der Erzähler ständig präsent. So heißt es an einer Stelle, als er den „großen inneren Grenouille“ sich erheben lässt, in Parenthese: „fast schade, dass ihn keiner sah!“, an anderer „der liebe Jean-Baptiste“, und schließlich: „Aber ruhig, Jean-Baptiste! Ruhig, Lieber!“
Die Frage, wie sich der Erzähler gegenüber dem Leser positioniert, beantworten Frizen/Spancken so: „Er steht mit dem einen Bein in jenem, mit dem anderen in unserem Jahrhundert, lässt Wunder zu und tut doch wissenschaftserfahren.“ Letzteres sei zu erkennen an Aussagen wie der, dass der neugeborene Säugling sich „vegetativ“ für das Leben entscheide, oder noch deutlicher: „Denn der zersetzenden Aktivität der Bakterien war im achtzehnten Jahrhundert noch keine Grenze gesetzt.“ Süskinds Erzähler trete zwar, „gewollt anachronistisch“, als „Vertrauensperson“ in Erscheinung, die für den Wahrheitsgehalt des Erzählten bürge, doch tue er das, „nicht ohne den generellen Widerspruch im Bewusstsein des Lesers wach zu halten, dass das Sujet selbst, die Geschichte vom verduftenden Parfum-Genie, allen Realismus einerseits, alle auktoriale Wahrheitsversicherung andererseits a priori unterläuft.“ Der Umstand, dass der Roman „zwischen dem Authentizitätsanspruch eines aufgeklärten Erzählers und moderner Skepsis“ changiere, habe den Vorzug, dass er „zum nicht geringen Vergnügen des Lesers“ beitrage.

## Interpretation

### Figuren

#### Hauptfigur
Der Protagonist Jean-Baptiste Grenouille steht ganz im Fokus des Romans; das einleitend gegebene Versprechen, hier gehe es um „seine Geschichte“, wird eingelöst, indem sein Leben buchstäblich vom ersten bis zum letzten Atemzug erzählt wird. Grenouille ist eine monomanische Figur. Die ihn beherrschende Manie ist bedingt durch sein Genie; sein Genie wiederum ist seinem Wesen nach manisch. Grenouille kann gar nicht anders als „immer der Nase nach“. Es scheint, als habe sein von Geburt an übermächtiger Geruchssinn die Entwicklung aller anderen Sinne behindert, ja überflüssig gemacht. Von seinen Augen beispielsweise heißt es, dass er sie zum ersten Mal „zuhilfe“ nimmt, als er schon 14 ist, gebannt vom Duft seines ersten Opfers – und nicht zur Korrektur, sondern nur, „um zu glauben, was er roch“. Die gleiche Diskrepanz zeigt sich in seinem Spracherwerb. Einerseits reicht die gängige Sprache bald schon nicht mehr aus für das, was er olfaktorisch wahrnimmt, andererseits ist und bleibt ihm zeitlebens die jenseits dessen liegende Welt (mit Abstrakta „vor allem ethischer und moralischer Natur“) begrifflich fremd, und demzufolge auch sprachlich. Dies ist einer der Indikatoren, die dafür sprechen, dass Grenouilles Verhalten autistische Züge trägt. Christina Bühler geht auf diesen Aspekt ausführlich ein. Unter Einbeziehung entsprechender Textpassagen aus dem Roman (zum Beispiel „Geborgenheit, Zuwendung, Zärtlichkeit, Liebe – oder wie die ganzen Dinge hießen, deren ein Kind angeblich bedurfte – waren dem Kinde völlig entbehrlich“) verweist sie auf weitere signifikante Symptome, die die Autismus-These stützen. Dazu gehören Grenouilles Inselbegabung bei vergleichsweise mäßiger Gesamtintelligenz, sein Streben nach sozialer Isolation, seine außergewöhnliche Schmerzunempfindlichkeit sowie sein Wahrnehmen der Umwelt als Ding-Welt, was – so Bühler – die Menschen ausdrücklich einschließe und in der Konsequenz dazu führe, dass er in ihnen nichts als gewöhnliche „Duftträger“ sehe und sie daher der gleichen „parfümistischen Verarbeitung“ unterziehe wie die dinglichen auch.
So eng die Hauptfigur angelegt scheint, wenn man sie beispielsweise als „monomanischen Autisten“ begreift, so vielfältig sind letztlich doch die in sie eingeschriebenen Facetten. Man kann in Grenouille so gegensätzliche Züge entdecken wie animalische, göttliche und teuflische. Man kann in ihm einen Übermenschen oder Unmenschen sehen, einen genialen Künstler, einen Betrüger, Führer und Verführer, und nicht zuletzt einen Außenseiter und Ungeliebten, der selbst nach Liebe und Anerkennung sucht. Zwischen „Scheusal“ und „Wunderkind“ changierend, bietet auch der Roman selbst einige Lesarten explizit an. Und wenn Bühler von „dem Verstoßenen, dem Saboteur, dem Narzisst, dem Größenwahnsinnigen, dem Amoralist, dem neuen Messias, dem Antichrist, dem schizophren-autistischen Monster, dem Mörder und Genie“ spricht, dann will sie mit dieser scheinbar wahllosen Aneinanderreihung sicher auch andeuten, dass Grenouilles Facetten sich darin noch längst nicht erschöpfen.
Grenouilles Leben vollzieht sich in einer Kreisbewegung, Anfangs- und Endpunkt fallen in eins, er kehrt zurück im doppelten Sinne. Zum einen räumlich: Um zu sterben, zieht es ihn zurück an seine Geburtsstätte, den Cimetière des Innocents, den „allerstinkendsten Ort des gesamten Königreichs“. Zum anderen als Mensch: Er, der schon vor seiner Geburt Ungewollte und zeit seines Lebens Gemiedene, Isolierte und Ungeliebte, sucht nun die Nähe von seinesgleichen, den Ausgestoßenen der Gesellschaft, um sich von ihnen im buchstäblichen Sinne „einverleiben“ zu lassen – jetzt aber, die Begleitumstände seiner Geburt umkehrend, in einem Akt der Liebe. Zur animalischen Brutalität des Vorgangs steht das nur scheinbar in Widerspruch. Grenouilles „Abschlachtung“, so Matzkowski, erinnere an die Tötung des Pentheus durch die Mänaden, verweise aber auch – durch das eigenartige erzählerische Einsprengsel, „selbst Pferde“ hätten mit dem Auseinanderreißen eines Menschenkörpers „die größte Mühe“ – auf den Hergang einer zeitgenössischen Hinrichtung: der des Mörders Robert François Damiens.

#### Nebenfiguren
Die Menschen, die sich um den Protagonisten gruppieren, sind Nebenfiguren im eigentlichen Wortsinn. Sie sind ihm motivisch, thematisch und funktional untergeordnet, was den Autor nicht hindert, einigen sehr wohl ein markantes Profil zu verleihen und gelegentlich sogar seine Hauptfigur für sie zu verlassen (zum Beispiel für Baldini und Richis, wenn auch hauptsächlich zu dem Zweck, sie anschließend dem Genie umso hoffnungsloser unterliegen zu sehen).
Die Frauen sind leicht in zwei Gruppen zu unterteilen. Die eine bilden seine leibliche Mutter und seine zwei Ersatzmütter, die Amme Jeanne Bussie und die Pflegemutter Madame Gaillard. Erstere gibt ihm das Leben, die anderen sichern sein Überleben; zu mehr „braucht“ Grenouille sie nicht, auch wenn er damit zum ersten und einzigen Mal die Liebe einer Frau (der Amme) zurückweist. Allerdings hatte er sich, laut Erzähler, durch seinen Schrei nach der Geburt ja schon vorher „entschieden“ – „gegen die Liebe und dennoch für das Leben“. Sind die weiblichen Romanfiguren für das Motivgefüge Riechen/Geruch/Liebe unverzichtbar, schränkt ihre Funktionalität sie doch sichtlich ein. Madame Gaillard zum Beispiel, eine „abgestorbene Frau“, „obwohl noch keine dreißig Jahre alt“, wird so aller weiblichen Attribute beraubt, dass sie ähnlich geschlechtsneutral wirkt wie der Protagonist selbst. Tatsächlich ist ihr Handikap – das einzig geeignete, Grenouille am Leben zu erhalten – zugleich auch das, das sie offenbar nicht hat zur Frau werden lassen: Sie kann nicht riechen, also kann sie auch nicht lieben. Die zweite Gruppe der Frauen sind die von Grenouille getöteten Mädchen. Noch mehr reduziert als die „Mütter“, sind sie im Grunde nur noch Objekte seiner Gier und seines Kalküls. Selbst dem ersten und dem letzten Opfer gehört so gut wie kein Eigenleben; so plastisch der Leser ihr Bild vor Augen sieht, erblickt er es doch fast ausschließlich durch die geruchliche „Optik“ des Protagonisten.
Die Gruppierungen, die die Männer bilden, sind um einiges vielgestaltiger. Eine davon ist die der Männer, die die Rolle eines Ersatzvaters für Grenouille übernehmen könnten (der leibliche Vater wird vom Erzähler nicht einmal erwähnt). Zwei Männern stellt sich diese Frage explizit. Vor Richis, der sich Grenouille regelrecht anbietet, ist es Terrier, der sich angesichts des schlafenden Babys in der rührseligen Vorstellung gefällt, Vater zu sein, aber schnell davon ablässt, als das erwachende „feindselige Animal“ ihn geruchlich taxiert und ablehnt. Zwei andere Männer, seine Lehrherren Grimal und Baldini, kämen als potenzielle Ersatzväter ebenfalls in Frage. Allerdings zeigt sich, dass Grenouille weder danach sucht noch sie sich dafür eignen würden: Grimal ist brutal, Baldini engherzig und geizig. Beide verbindet wiederum mit zwei anderen Männern, Taillade-Espinasse und Druot, ein weiteres Gruppierungsmerkmal: der Egoismus, mit dem sie Grenouille ausbeuten und für den sie bei seinem Weggang umgehend mit dem Leben büßen müssen. Den beiden Männern, denen Grenouille in Grasse begegnet, Druot und Richis, bleibt schließlich die Gemeinsamkeit vorbehalten, ihn auch als Konkurrenten im Werben um eine Frau wahrzunehmen. Von Druot lässt sich Grenouille bereitwillig „besiegen“, weil ihm sexuelle Lust ohnehin fremd ist und erwachsene Frauen wie Madame Arnulfi nicht in sein Opferschema passen. Über den Witwer Richis hingegen, der seine Tochter inzestuös zu begehren beginnt, triumphiert er, weil dieser zwar sein Ziel erkennt, nicht aber seine „Technik“. Neben der Verbindungslinie zwischen den Handwerkern Grimal, Baldini und Druot, so Frizen/Spancken, gebe es auch die zwischen den „intellektuell und sozial herausragenden Männergestalten des Marquis und des zweiten Konsuls von Grasse, Antoine Richis“, die zudem mit dem Protagonisten Folgendes gemeinsam hätten: „Im Marquis wird das genialische Täuschungsvermögen, kombiniert mit einem Hang zur messianischen Mission, demonstriert, das Grenouille später ebenfalls exerziert, während Richis mit ihm ein Streben nach Macht und eine Kennerschaft des Schönen teilt.“ Der Marquis wird durch Textparallelen und Gedankengleichheit heute als Karikatur des Zoologen, Lebensreformers und Textilfabrikanten Gustav Jäger interpretiert.
Eine Linie schließlich, die die Haupt- und (mehrere) männliche Nebenfiguren sowohl verbindet als auch trennt und die zudem thematische, historische und ideengeschichtliche Aspekte berührt, ist die zwischen dem im Sturm und Drang wurzelnden Geniemythos und der Aufklärung. Drei Männer sind es, die aufgeklärte Positionen vertreten: Terrier als Kleriker, Taillade als Wissenschaftler und Richis als Geschäftsmann und Politiker. Grenouilles geniale Nase ist ihnen jedoch hoch überlegen, macht ihr mehr oder weniger redliches Bemühen schnell zunichte und gibt sie der Lächerlichkeit preis; und dort, wo Verstand und Widerstand etwas größer sind und der eine Mann (Richis) stärker scheint als der blinde Glaube der Masse an die Wirksamkeit des bischöflichen Fluchs, ist sein Fall umso tiefer. – Was Grenouille mit einem vierten Mann (Baldini) zunächst eint, ist ihre gegenaufklärerische Position. Ihre Motive allerdings sind völlig verschieden. Baldini ist ein alt und starrsinnig gewordener Fortschrittsverweigerer, Grenouille das „Wunderkind“, der junge ambitionierte „Künstler des Sturm und Drang […], der aus vorrationalem Vermögen schafft [… und …] mittels wunderbarer Einbildungskraft alle Dogmen der Wahrscheinlichkeit außer Kraft setzt.“

### Antithetik

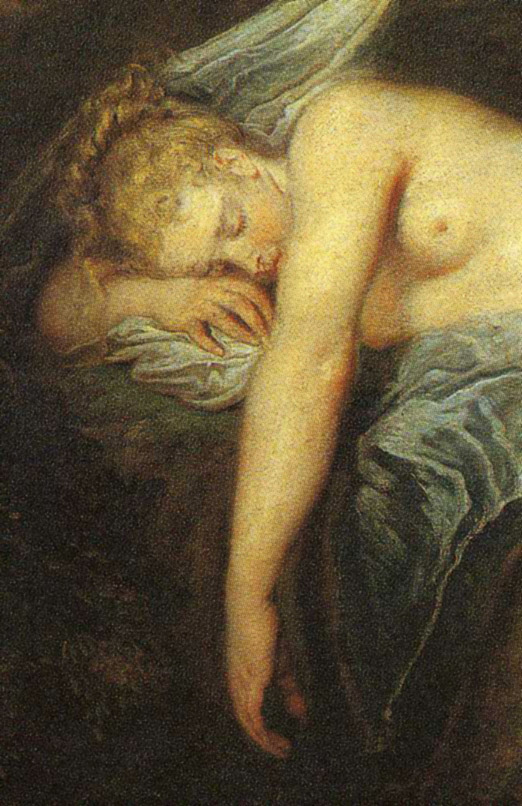
Der für das Titelbild gewählte Ausschnitt aus dem Gemälde „Jupiter und Antiope“ von Watteau

Schon das Cover verspricht einen spannungsvollen Gegensatz: einerseits das Verführerisch-Schöne im Titel sowie beim Anblick der entblößten, schlafenden Nymphe, und andererseits der die Geschichte eines Mörders ankündigende Untertitel. Dieses Kontrastprinzip setzt sich im Text fort, schon im allerersten Satz. Formal und inhaltlich angelehnt an den Kern des Auftaktsatzes von Kleists Michael Kohlhaas („einer der rechtschaffensten zugleich und entsetzlichsten Menschen seiner Zeit“), wird auch Grenouille avisiert als „[eine der] genialsten und abscheulichsten Gestalten“ seiner Epoche. Weitere solcher antithetischen, oft paradox wirkenden Momente folgen diesem ersten nach und beziehen sich zumeist auch auf die Hauptfigur. Darunter sind nicht wenige konzeptionell wesenhafte Attribute Grenouilles, so wie diese: Das (fiktiv) größte Geruchsgenie der Menschheitsgeschichte, dessen übermenschliche Gabe offenbar schon Teil seiner pränatalen Ausstattung ist, kommt zugleich mit dem Makel der eigenen Geruchlosigkeit zur Welt. – Der, dem es gegeben ist, den vollkommensten Wohlgeruch zu kreieren, wird am „allerstinkendsten Ort“ geboren, noch dazu an „einem der heißesten Tage des Jahres“, so wie er auch am „heißesten Tag des Jahres“ an den gleichen Ort zurückkehrt, um sich dort durch und mit seinem Meisterwerk auszulöschen. – Ausgerechnet der, dem Liebe und Geliebtwerden zeitlebens versagt bleiben, verfügt über die Fähigkeit, seine Mitmenschen nach Belieben zur Liebe zu verführen. – Der, der menschliche Schönheit am sichersten erkennt und für die anderen erkennbar macht, verkörpert selbst eher deren Gegenbild; seine zahlreichen Stigmata (er ist klein, verwachsen, vernarbt und hinkt) bedürfen kosmetischer Hilfe, um ihn bestenfalls „normal“ erscheinen zu lassen.
Matzkowski verweist auf zahlreiche weitere Paradoxa, die sich auch vorwiegend auf Grenouille beziehen, unter anderem die, die seinen Aufenthalt auf dem Plomb du Cantal betreffen: Ausgerechnet am Ort der größtmöglichen Menschenferne durchläuft Grenouille eine Art (innerer) Menschwerdung; unter der Bedingung „minimaler Bewegungsfreiheit“ weitet sich sein „Fantasiereich“; wo „absolute Geruchlosigkeit“ herrscht, imaginiert er „Millionen und Abermillionen von Gerüchen und Geruchskombinationen“; „während draußen ein Krieg tobt, lebt Grenouille in absolutem Frieden“.
Auch andere Figuren, wie zum Beispiel Richis, werden paradox gestaltet. So ist dessen Versuch, seine Tochter in Sicherheit zu bringen, vergleichbar mit dem von Dürrenmatts Physikern, die Welt zu retten; wie sie erreicht Richis genau das Gegenteil dessen, was er will, denn sein „fein ausgedachter Plan“, Laure zu schützen, macht sie letztlich umso schutzloser und liefert sie dem Täter desto sicherer aus. Hinzu kommt, dass es später mit Richis ausgerechnet der Vater des Opfers ist, der sich dem Mörder als Ersatzvater anbietet, und dass ausgerechnet er, der bis dahin als einziger den Verstand zu behalten schien, ihn am gründlichsten verliert.
„Unsere Sprache taugt nicht zur Beschreibung der riechbaren Welt“, äußert der Erzähler an einer Stelle ziemlich genau in der Mitte des Buches – eine höchst paradoxe Feststellung in einem Roman, in dem der Autor auf nahezu jeder Seite von Neuem versucht, sich und seine Leser vom Gegenteil zu überzeugen, so wie im folgenden Beispiel.
„Dieser Geruch hatte Frische […] und er hatte zugleich Wärme“, versucht der 15-jährige Grenouille jenen „unbeschreiblichen“ Duft in Worte zu fassen, noch bevor er ihn einem konkreten Objekt oder Subjekt zuordnen kann. „Dieser Geruch war eine Mischung aus beidem, aus Flüchtigem und Schwerem, keine Mischung davon, eine Einheit, und dazu gering und schwach und dennoch solid und tragend, wie ein Stück dünner schillernder Seide … und auch wieder nicht wie Seide, sondern wie honigsüße Milch, in der sich Biskuit löst – was ja nun beim besten Willen nicht zusammenging: Milch und Seide! Unbegreiflich dieser Duft […]“. – Die eine Vielzahl von Antithesen enthaltende Wahrnehmung beschreibt den Duft des Mädchens, das kurz darauf sein erstes Opfer wird.

### Themen und Motive

#### Liebe/Tod – Geruch/Riechen – Blume/Blüte/Defloration
Liebe und Tod sind, laut Frizen/Spancken, die „zwei Fundamentalthemen“, die Süskinds Roman „umrahmen“. Wie der Autor sie an zentralen Punkten ineinander verschränkt, umreißen sie sinngemäß wie folgt: Auf die Liebe verzichtend, ertrotzt sich Grenouille das Leben auf Kosten des Todes seiner Mutter; später schafft er ein „Liebeselixier“ durch den Tod von 25 Mädchen; mit Hilfe von ihm entkommt er dem Tod und führt ihn bald darauf selbst herbei, indem er die „Kannibalen“ auf dem Friedhof dazu zwingt, dass sie, ihn verspeisend, „zum ersten Mal etwas aus Liebe“ tun.
Der Tod und deutlicher noch die Liebe werden eng verknüpft mit dem Themen- und Motivkomplex Geruch/Riechen. Bei den weiblichen Figuren liegt dies wiederum offener zutage als bei den männlichen. Was zwischen Grenouille und seinen drei „Müttern“ fehlt, ist das Band der Liebe, und in allen drei Fällen mehr oder weniger ursächlich durch einen olfaktorischen Defekt. Bei Madame Gaillard wird der Zusammenhang vom Erzähler explizit hergestellt („[sie hat] den Geruchssinn verloren und jedes Gefühl für menschliche Wärme und menschliche Kälte und überhaupt jede Leidenschaft“), bei seiner leiblichen Mutter zumindest angedeutet („ihre Nase war gegen Gerüche im höchsten Maße abgestumpft“), und im Verhältnis zur Amme Jeanne Bussie liegt das Handikap, der fehlende Eigengeruch, bei Grenouille selbst.

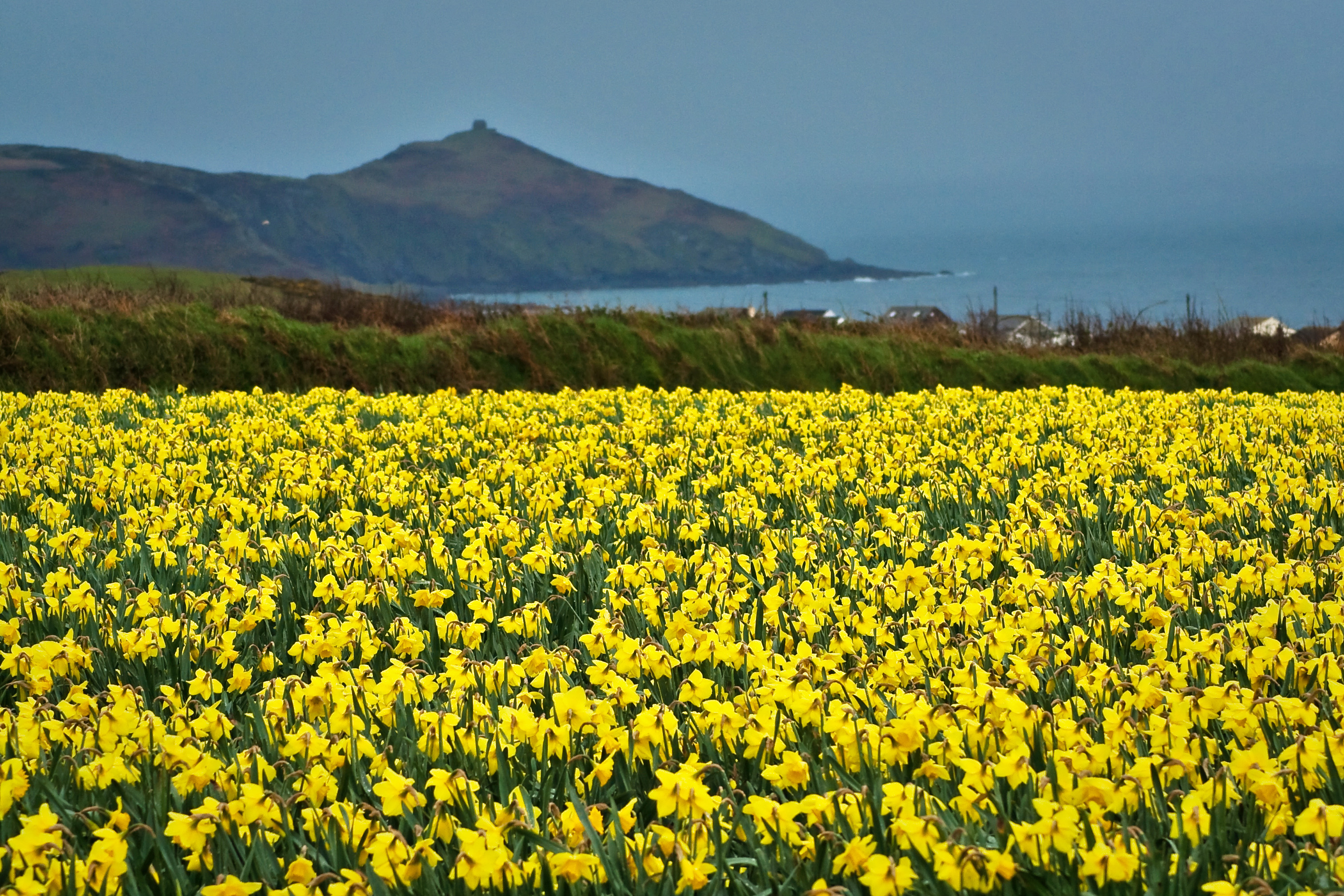
Narzissen sind die ersten Blumen, deren Mazeration Grenouille in Grasse kennenlernt

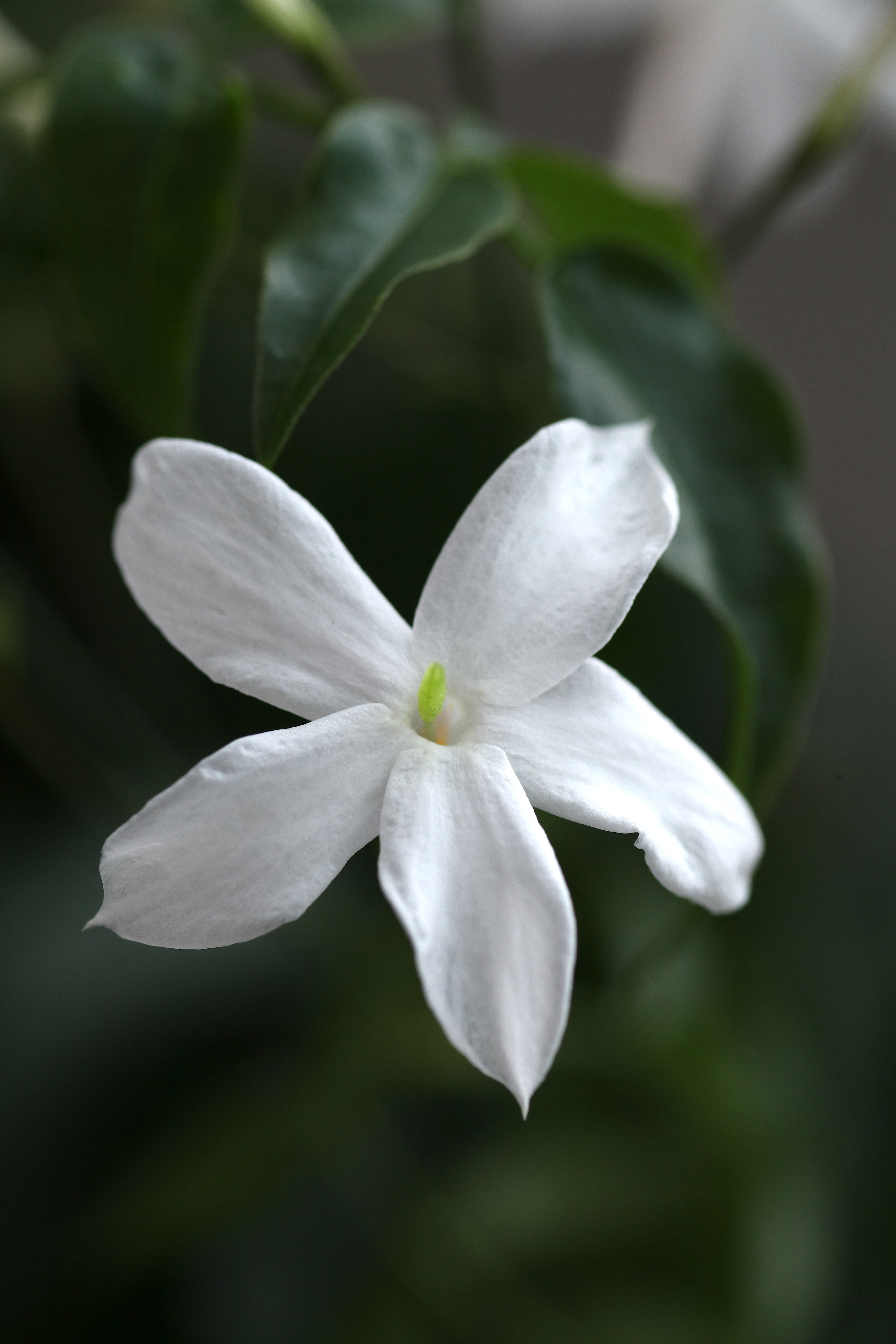
Jasmin wird im Roman neben der Nachthyazinthe als die „edelste aller Blüten“ bezeichnet

Im Beziehungsfeld zwischen Grenouille und seinen Opfern fällt zunächst das traditionell eher in der Lyrik beheimatete Motiv der Blume (Blüte/Defloration) ins Auge. Heißt es bei dem ersten Mädchen, dass Grenouille sie „welk“ riecht, nimmt er Laure Richis als „fast noch geschlossene Blüte“ wahr. Was diese später erwartet, wird metaphorisch vorausgedeutet, als Grenouille zunächst bei der Mazeration gebannt beobachtet, wie „der Tod“ die „frischen Blüten“ so schnell ereilt, dass „ihnen gar keine andere Wahl mehr blieb, als ihren letzten duftenden Seufzer eben jenem Medium einzuhauchen, das sie ertränkte“, und dann bei der kalten Enfleurage, dass man den „edelsten aller Blüten“ die „Seele nicht einfach entreißen“, sondern „regelrecht abschmeicheln“ muss und sie sich „langsam zu Tode schlafen“. Die Tötung der Mädchen schließlich assoziiert man, im konkreten wie im übertragenen Sinne, mit einer Defloration, wenn zunächst Richis richtig vermutet, dass er seine Tochter durch eine Heirat für den Mörder wertlos machen würde, und dann, als Grenouille Laure für einen Moment verloren glaubt und mit Schrecken denkt: „Es ist mir ein anderer zuvorgekommen. Ein anderer hat meine Blume abgerupft und ihren Duft an sich gebracht!“
Im Vergleich zur Beziehung zwischen Grenouille und seinen „Müttern“ oder auch der in einem der klassischen Modelle, Goethes Heidenröslein, ist die Konstellation zwischen dem Täter und seinen Opfern radikal einseitig: Grenouille usurpiert alle Macht für sich, vom Handeln bis hin zur Wahrnehmung. Die Schönheit des Dufts, den er in seinen Besitz bringen will, kann ihn im Voraus in ein Hochgefühl versetzen, das dem der Liebe gleichkommt; allerdings gilt diese ausschließlich dem Geruch selbst. Was er den anderen, den gewöhnlichen Menschen voraus hat, ist, dass er die Schönheit der Mädchen mit seiner Nase präziser und frühzeitiger erfasst als jene mit ihren Augen. (Der Grasser Bauer, der das erste Opfer findet, gesteht, „er habe so etwas Schönes noch nie gesehen“, und fast gleichlautend nach ihm Richis: „Niemals hätte er gedacht, daß es in Grasse soviel unerkannte Schönheit gab.“) Grenouille wird sich seiner Überlegenheit bewusst, was in ihm die Lust weckt, über die Menschen zu herrschen. Der aussichtsreichste – oder auch einzige – Weg, diese zu befriedigen, führt ihn über sein Genie. Daher kreiert er das Parfum aus dem Duft der 25 Mädchen, von dem er sicher weiß, dass – wie bei seiner geplanten Hinrichtung – buchstäblich ein Tropfen genügt, die Menschen ihm hilflos auszuliefern. Er weiß selbstverständlich auch, was das Parfum konkret bewirkt: Es inspiriert die Liebe. Dass sie ihm, dem lebenslang Ungeliebten, gilt, beschert ihm den Rausch des Triumphs. Was er allerdings nicht voraussieht, ist das Gefühl danach: die Ernüchterung, der „Kater“. Die Liebe, die sich im Bacchanal entäußert und die in paradoxester Steigerung (durch Richis) auch ihn persönlich trifft, erzeugt in ihm Ekel und Hass. Aber auch diese Gefühle werden nicht erwidert. Die Mauer zwischen ihm und den Menschen bleibt also bestehen, gewahren sie doch nicht „ihn“, sondern nur seine „Duftmaske“. Was ihn vollends ernüchtert und desillusioniert, ist, dass er auch die „Mauer“ in sich selbst nicht zu überwinden vermag. Das wirft ihn zurück an den Punkt seines Aufbruchs vom Plomb du Cantal. Zwar hat sein Parfum die „unüberwindliche Macht, den Menschen Liebe einzuflößen“ und scheint „stärker als die Macht des Geldes oder die Macht des Terrors oder die Macht des Todes“, doch „eines konnte diese Macht nicht: sie konnte ihn nicht vor sich selbst riechen machen.“ Frizen/Spancken resümieren: „Er durchschaut, dass sein Selbst ein Betrug ist. Niemals wissen zu können ‚wer er sei‘, wird ihm zum Grund der Selbstabschaffung. Dies ist die letzte und äußerste Krise seines Lebens. Sie besiegelt die Vergeblichkeit all seiner Versuche sich menschlichen Wesen durch die Kunst zu nähern.“
Unter Berücksichtigung von Bühlers These, dass das, was Grenouille als Geruchsphänomen wesenhaft auszeichnet – seine „olfaktorische Hypersensibilität“ und sein fehlender Eigengeruch – zu den „fantastischen Elementen“ des Romans, also „in den Bereich des Wunderbaren“ gehören, lässt sich die Verbindung zwischen den Themenkomplexen Geruch/Riechen und Liebe/Tod wie folgt zusammenfassen. Grenouille, mit der genialen Gabe ausgestattet, alle Gerüche dieser Welt wahrnehmen zu können mit Ausnahme seines eigenen, entwickelt sich zum Künstler, der jedweden Duft zu schaffen vermag bis hin zu jenem, der die Menschen dazu bringt, „ihn“ riechend zu lieben, löst aber dadurch nicht sein Dilemma, dass keiner – weder die anderen noch er selbst – tatsächlich „ihn“, das heißt seine ureigene Identität, „riechen“ bzw. erkennen und lieben kann, woraus er den Schluss zieht, seine Existenz als überflüssig zu betrachten und zu beenden.

#### Illusion

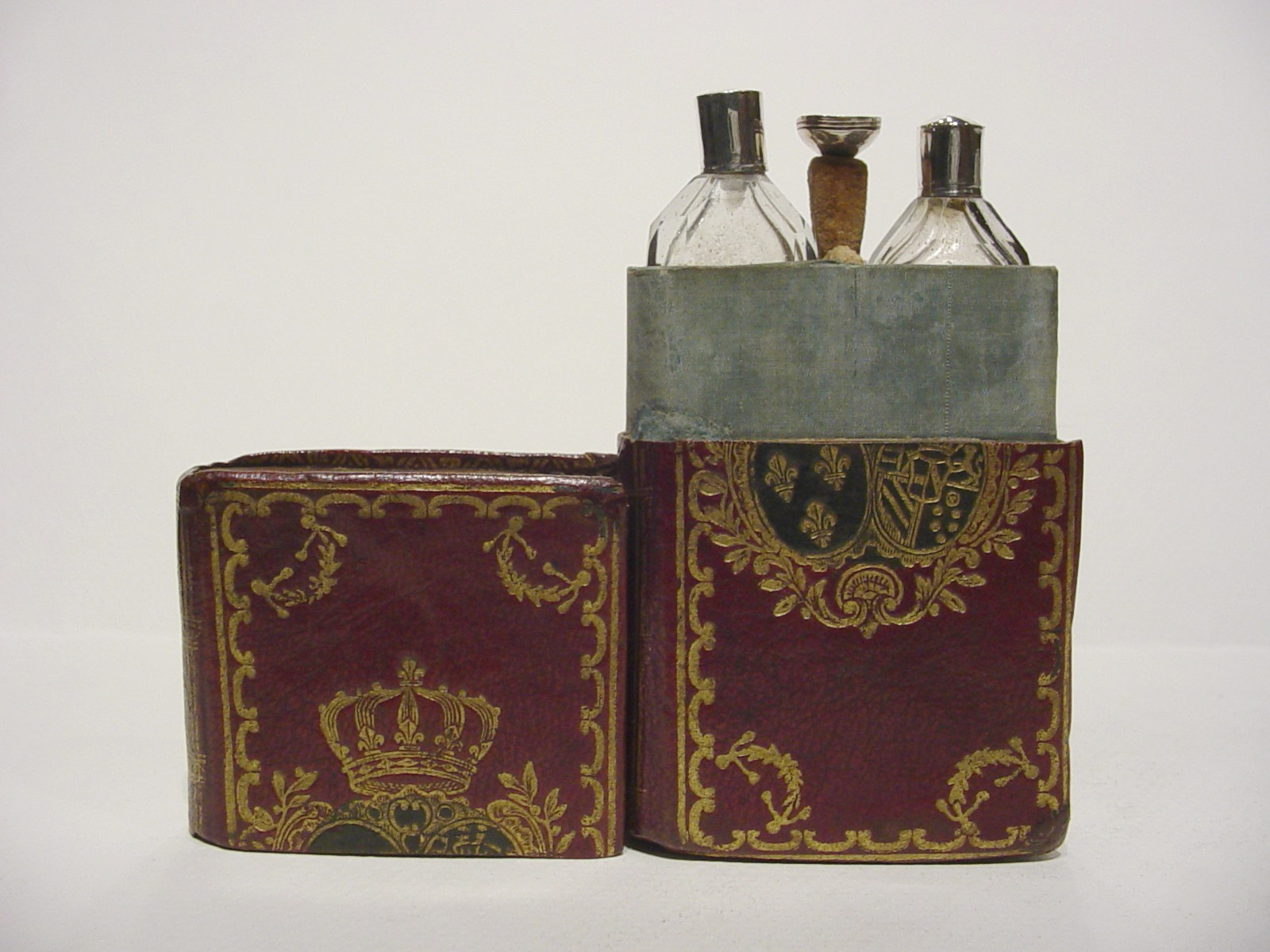
Parfum von Marie-Antoinette, der Gattin von Ludwig XVI.

Eine der Botschaften, die der Erzähler dem Leser in den ersten Sätzen des Romans vermittelt, ist die: Wem der Name des Protagonisten nicht ebenso bekannt vorkomme wie der anderer „genialer Scheusale“ seiner Zeit, müsse sich nicht wundern, denn dessen Metier sei „das flüchtige Reich der Gerüche“ gewesen, das „in der Geschichte keine Spuren hinterläßt“. Dieses Motiv des „Flüchtig“-Werdens und Verschwinden-Lassens – eine Spielart der „Kunst der Illusion“ – gehört zu den konstituierenden Elementen des Romans. Es zeigt sich in Figuren wie auch in Dingen, allen voran in dem als Dingsymbol fungierenden Parfum selbst. Bei den Nebenfiguren ist es zunächst ein erzählerisches Prinzip. In dem Moment, in dem sie für das Leben des Protagonisten keine Rolle mehr spielen, lässt der Erzähler sie wieder verschwinden. Einige werden schlicht nicht mehr erwähnt, andere begleitet er noch ein Stück. Allerdings ist deren Weg (außer dem von Madame Gaillard) sehr kurz und führt geradewegs in den Tod, kaum dass der Held auf und davon ist. Nach Grenouilles Mutter widerfährt dies just den vier Männern, die ihn am intensivsten kontaktiert und am skrupellosesten ausgenutzt haben (Grimal, Baldini, Taillade, Druot). Zum einen geschieht hier erneut „Wunderbares“ (die „Bösen“ werden bestraft), zum anderen zeigt die Tatsache, dass sie sterben „müssen“, und mehr noch die Beschreibung des Wie, dass die Ankündigung, „keine Spuren zu hinterlassen“, buchstäblich eingelöst wird: Grimals und Baldinis Leichname verschwinden in der Seine, Taillade löst sich praktisch in Luft auf, und Druot ist nach wenigen Tagen vergessen. Ein auffälliges Detail ist, dass die Schilderung von Taillades Ende („fand sich nichts mehr von ihm […] kein Knöchelchen“) bis in die Wortwahl vorausweist auf den Moment, wenn der Protagonist – weniger mysteriös als Taillade – verschwindet. Das tut er, auf andere Art, allerdings auch schon vorher. Zum einen geschieht das in seinen „systolischen“ Phasen, wenn er sich unauffällig macht, sich als „Zeck“ zurückzieht, zum anderen bei seinen Ortswechseln. Diese haben, neben dem „Moment des Aufbruchs“, immer auch Fluchtcharakter, und das in zunehmendem Maße (Plomb du Cantal, Montpellier, Grasse). Das Wortspiel, dass Grenouille sich jedes Mal „verduftet“, trifft bei ihm allerdings erst bei seinem Freitod im übertragenen und im Wortsinn zu. Dass er dafür sorgt, dass mit diesem letzten Akt nicht nur er „vom Erdboden verschwunden“ ist, sondern zugleich auch sein Parfum, ist wiederum wichtig im Sinne der vollständigen Einlösung des anfänglichen Versprechens. Das Einzige, was außerdem seine Existenz hätte beglaubigen können – „die Büchlein mit den sechshundert Formeln“, sein Vermächtnis für Baldini –, hatte der Erzähler mit dem Besitzer bereits unauffindbar verschwinden lassen. Das Geruchs- und Parfümeursgenie Grenouille ist damit auch als Figur selbst „Illusion“ – als Teil eines Kunstwerks, das seinem Wesen nach Illusion ist.
„Da die Welt des Parfums eine Welt der reinen Illusion ist“, so Frizen/Spancken, „spielen auch Motive des Theaters mit.“ Eine der „Devisen“ Grenouilles sei: „Dasein heißt eine Rolle spielen“, und eine andere: „Er ist von Natur ein Versucher auf der Suche nach seinem Publikum.“ Sein „erster öffentlicher Auftritt“ bei Baldini verlaufe wie ein „Theatercoup […] nach klassischen dramaturgischen Gesetzen“, unterlegt durch Begriffe aus dieser Welt: Grenouilles Erscheinen „im vorteilhaftesten Licht der Leuchter“, sein plötzliches Entschwinden („mit einem Mal weg, weggeschluckt von der Dunkelheit“), die Tatsache, dass er seinen Zuschauer „überwältigt“, bis hin zur Ankündigung einer „Katastrophe“ und deren späterem Eintreten. Von einer solchen ist auch die Rede, als er seinen Aufenthalt auf dem Plomb du Cantal abbricht. Vorher hat er, in Ermangelung eines Publikums, sein Inneres zum „Schauplatz“ umfunktioniert und sieben Jahre lang „Vorstellung[en] des grenouilleschen Seelentheaters“ gegeben. Dass seine nachfolgenden drei großen Auftritte in Montpellier, Grasse und Paris allesamt den Charakter theatraler Inszenierungen haben, ist evident. Nur im ersten Fall teilt er sich die Regie mit einem Anderen (Taillade), und auch nur zum Schein; später lenkt und leitet er alles allein. Im Grunde kann er von dem Moment an, da er in Montpellier das Parfum kreiert, mit dem er riecht wie andere Menschen auch, alles berechnen; die Parfums für verschiedene Anlässe, die er dann in Grasse „wie die Kleider“ wechselt, erweitern seinen Spielraum nur noch und machen jeden seiner Schritte zum inszenierten Auftritt. Letztlich kommt Grenouille aber damit keinen Deut weiter. Denn was immer er schafft, es ist nur die Illusion, die man von ihm wahrnimmt – nicht er „selbst“. „Der Künstler ist an seiner Kunst gescheitert“, stellt Bühler fest und fügt hinzu, dass Grenouille sogar in „doppelter Hinsicht“ scheitere: zum einen durch die „illusionäre Täuschung“, der er als Künstler unterliege, und zum anderen durch sein Kunstwerk selbst, das Parfum, das „flüchtig seinem Wesen nach“ sei.

## Einordnung

### Genre
Die Interpreten des Romans ordnen Das Parfum ganz unterschiedlichen Genres und Strömungen zu. Dazu gehören solche, die sich sofort erschließen und gewiss intendiert sind – ganz gleich, ob parodistisch oder nicht –, aber auch recht ungewöhnliche. Bühler zum Beispiel weist Merkmale des Schelmenromans nach und entdeckt außerdem eine Reihe märchenhafter Elemente. Einige von diesen wiederum – unter anderem das Moment des Wunderbaren – begründen das Urteil der spanischen Zeitschrift Día, die Das Parfum als „Europas Antwort auf den Magischen Realismus Lateinamerikas“ bezeichnete. Wolfgang Delseit und Ralf Drost lesen den Roman auch als politische Parabel und heben hervor, dass gerade die Mischung mehrerer und ganz verschiedenartiger Genres den Reiz eines solchen Buches erhöhe und es zu einem Werk der Postmoderne mache.

#### Entwicklungs- und Bildungsroman
Zweimal – erst, als er zu Baldini hin, dann, als er von ihm weggeht – trifft Grenouille Entscheidungen, wie man sie vom Protagonisten (der in vielerlei Hinsicht ähnlichen Genres) eines Entwicklungs- oder Bildungsromans erwartet. Beide Male will er etwas Neues kennenlernen, und beide Male muss er sich zu diesem Zweck bei jemandem in die Lehre begeben. Allerdings ist hier der Lehrling seinen Lehrmeistern, ihrem Erfahrungsvorsprung zum Trotz, unendlich überlegen. „Sein Wissen, sein Geheimnis gehört nur ihm.“ Das wird nirgends so deutlich wie in der Szene, als Grenouille, wie ein „Zauberlehrling“ und „Hexenmeister“ zugleich, Baldini (und dem Leser) seine Künste zum ersten Mal demonstriert. Gewiss lernt er bei Baldini und später auch bei Druot dazu, doch bedarf er weder deren Anwesenheit noch Anleitung. Was er bei ihnen sucht und findet, ist im Grunde nichts anderes als Schutz und Maske einer bürgerlichen Existenz. Sein eigentliches Ziel, so Frizen/Spancken, sei also nicht „Integration“, sondern „Macht“. Daher handle es sich auch nur „äußerlich“ um einen Entwicklungsroman. Das zugehörige „Wertesystem“, zu denen „Entwicklung, Werden, Bildung“, aber auch „die Sehnsucht nach Freundschaft und Liebe“ gehöre, sei „zerstört“. Das im Parfum erkennbare Entwicklungsprinzip sei vielmehr der zyklische Wechsel zwischen Rückzug und Aufbruch, Sich-Verpuppen und Expandieren, veranschaulicht in der Metapher der Zecke, vom Erzähler stets verkürzt zur maskulinen Form des „Zeck“. Diese Metapher beschreibt einen wesentlichen Aspekt von Grenouilles animalischer, instinktgetriebener Natur: Macht er sich klein und unscheinbar und minimiert seine Bedürfnisse, gehorcht er dem Instinkt des bloßen Überleben-Wollens; verheißt ihm seine „Witterung“ ein Opfer und lässt er sich „fallen“, folgt er seinem Macht- und Eroberungsdrang. Diesem „unklassischen“ Naturell zum Trotz, erkennen Frizen/Spancken hier einen Zusammenhang zu klassischem Gedankengut: Süskind übernehme „formal das Grundgesetz von Leben und Entwicklung, wie es Goethe als Polarität des Organischen verstanden hatte; eine Polarität, die im Sich-Zusammenziehen und Sich-Ausdehnen des Herzens, in Systole und Diastole, symbolisch vorgebildet sei.“ – Bühler hingegen äußert Zweifel an der Auffassung, dass Das Parfum den Bildungsroman parodiere. Sie sieht in Grenouille einen zunächst „rohen Diamant“, der zum einen sein Genie selbst erkenne und perfektioniere und zum anderen ein „duales ästhetisches Prinzip“ entwickle, eins, das nicht nur auf ihn ausgerichtet sei, sondern auch nach „außen“, auf die Mitmenschen.

#### Kriminalroman
Der Untertitel des Romans, Die Geschichte eines Mörders, verheißt dem Leser das besonders in der Unterhaltungs- und Trivialliteratur populäre Genre des Kriminalromans. An den üblichen Ingredienzen fehlt es in Süskinds Parfum freilich nicht. Es gibt einen Täter, nicht weniger als 26 Opfer, falsche Verdächtige und neben den ordentlichen Ermittlern einen unfreiwilligen Amateur-Detektiv, der zugleich Vater des letzten Opfers ist (Richis); es gibt, gleich mehrfach sogar, Verhaftung, Verurteilung und Hinrichtung; und nicht zuletzt gibt es die in diesem Genre beliebten überraschenden Wendungen: zum Beispiel die, dass der Mordplan plötzlich durchschaut und fast vereitelt wird, oder die, dass der Täter seine eigene Hinrichtung abwendet und dass er sich schließlich selbst richtet.
Dass er dies nicht aus Einsicht in seine Schuld tut, lässt das Bedürfnis nach Gerechtigkeit allerdings ebenso unbefriedigt wie die Tatsache, dass anstatt seiner ein Unschuldiger hingerichtet wird. Auch an anderer Stelle unterläuft der Roman gängige Erwartungen an das Genre. So wird das Urteil über die Schuldfähigkeit des Täters ganz dem Leser überlassen. Die eigentliche Kriminalhandlung nimmt mit nur neun Kapiteln (40–49) vergleichsweise wenig Raum ein. Der wichtigste Schlüsselreiz, auf dem Kriminalliteratur üblicherweise aufbaut, fehlt, denn der Mörder ist dem Leser bekannt. Auch wird die Täterfindung erzählerisch verknappt und eine Verfolgung oder gar Jagd auf ihn entfällt ganz. Der Verzicht auf eine solche Verfolgungsjagd folgt allerdings weniger einem Kalkül als vielmehr der Logik dieses Romans. Der Täter bleibt hier, solange er agiert, deshalb ein „Phantom“, weil dies nicht nur in seinem Wesen begründet ist (Geruchlosigkeit), sondern auch Teil der von ihm entwickelten Tötungstechnik: Um den Geruch seiner Opfer „rein“ einfangen zu können, muss er sich ihnen so nähern, dass sie völlig ahnungslos sind. Dass er dann jedoch, nach Abschluss der Mordserie, umso leichter gefasst werden kann, liegt wiederum daran, dass er sich kaum dessen bewusst ist, Unrecht begangen zu haben, und daher auch nicht der zu erwartenden Konsequenzen.
Wenngleich Süskind das im Untertitel gegebene Versprechen, Die Geschichte eines Mörders zu erzählen, sehr wohl einlöst, stellt sich doch heraus, dass ihm andere Attribute seines Protagonisten weit wichtiger sind und dass er in der Darstellung Grenouilles als Mörder gerade das ausspart, was von einem Werk dieses Genres allgemein erwartet wird. So stellen Frizen/Spancken fest, dass weder die Psyche des Täters („holzschnitthafte Seele“) irgendetwas erkläre noch dessen Sozialisation, die ersetzt werde durch eine „mörderische Erbsubstanz“. Auch werde „die Erwartung auf die bewährte Mischung von sex and crime bitter enttäuscht“. Matzkowski hingegen ist der Ansicht, bei der Lektüre des Parfum würden „auch die Freunde erotischer Literatur auf ihre Kosten kommen“, betont allerdings an anderer Stelle, Grenouilles Morde seien „frei von jeglichem sexuellen Aspekt“. Frizen/Spancken kommen zu dem Schluss, dass Grenouille nur „scheinbar“ ein „Triebtäter“ ist, da ihm nichts zu eigen sei, was eine solche Diagnose aus formaljuristischer Sicht rechtfertige: „[Er] hat für den Körper seiner Schönen kein Interesse, er meuchelt ohne Lüsternheit, er missbraucht seine Opfer nie, er tötet um höherer Zwecke willen.“

#### Künstlerroman
Zwei Genres in eine Kurzdefinition einbringend, klassifizieren Frizen/Spancken Das Parfum als „Künstlerroman […] in der Maskerade des Kriminalromans“. In ihrer Begründung, warum sie den Text vornehmlich als Künstlerroman lesen, verweisen sie unter anderem auf zwei Künstlerfiguren aus E. T. A. Hoffmanns Novellensammlung Die Serapionsbrüder, die sie als literarische Vorbilder für Grenouille sehen. Neben dem Juristen und Hobby-Instrumentenbauer Rat Krespel (aus der gleichnamigen Erzählung) sei das vor allem der Goldschmied Cardillac aus Das Fräulein von Scuderi, wo ebenfalls ein „Mörderkünstler“ porträtiert und, ähnlich wie im Parfum, eine „suggestive Mordgeschichte“ mit dem „romantischen Geniemythos“ verbunden werde. In diesem Geniemythos sehen Frizen/Spancken das entscheidende Moment, das Das Parfum zum Künstlerroman mache und aus dem sich die Figur des Grenouille speise. Dabei habe Süskind „nicht wahllos Bilder vom gefährdeten Künstler überblendet, sondern eine gewisse kulturhistorische Folge eingehalten“. Sich an ihr orientierend, untersuchen sie zunächst das „Originalgenie“ des Sturm und Drang mit dem gegen Gott rebellierenden Prometheus, dann das vor allem durch die Romantik begründete „kranke“ Genie mit einer Vielzahl von Attributen (wie stigmatisierender körperlicher Abnormität, Infantilität, Neigung zum Wahnsinn, Außenseitertum, Isolation und Hybris), und nach dem „dekadenten“ Genie schließlich auch das „postmoderne“, als dessen Repräsentant Grenouille gelten könne, indem Süskind in ihm Sein und Design, „Künstler und Nichts“ eins werden lasse.

#### Historischer Roman
Matzkowski sieht wesentliche Voraussetzungen erfüllt, Das Parfum auch als historischen Roman zu lesen. Er macht das vor allem daran fest, dass Süskind nachweislich aus historischen Quellen geschöpft hat, zum Beispiel bei der Beschreibung handwerklicher Techniken und der hygienischen Verhältnisse im 18. Jahrhundert. Etwas anders fällt die Einschätzung aus, wenn man dieses Genre differenzierter betrachtet, wie es beispielsweise Umberto Eco tut, der zwischen der „Romanze“, dem „Mantel-und-Degen-Roman“ und dem „wahren historischen Roman“ unterscheidet. Letzterem zuordnen würde man Das Parfum nicht, denn laut Eco ist dem Autor eines „wahren historischen Romans“ daran gelegen, seine Figuren so denken und handeln zu lassen, dass der Leser dadurch Geschichte besser verstehe. Auf Das Parfum trifft vielmehr eine der Kernaussagen zu, mit denen Eco das erste Subgenre charakterisiert: Er meint, dass der Autor einer „Romanze“ Geschichte benutze „als Bühnenbild, als Vorwand und phantastische Konstruktion, um der Einbildung freien Lauf zu lassen“.

### Postmoderne
Die Zuordnung des Parfum zur Postmoderne erfolgte nicht sofort und war alles andere als selbstverständlich. Aus den ersten Rezensionen sprach eine gewisse Unsicherheit gerade bezüglich der Frage, wo der Roman zu verorten sei. Einer der gemeinsamen Nenner war, ihn als konventionell zu betrachten. Zugespitzt hielt die Kritik Süskind gar vor, die Moderne zu ignorieren oder schlicht nicht zu kennen, so zum Beispiel Reich-Ranicki. Dieser relativierte sein Urteil aber insofern, als er auch einem zeitgenössischen Autor zugestand, so wie Süskind erzählen zu „dürfen“ – vorausgesetzt, er könne es auch.
Wolfram Schütte war es dann vorbehalten, als „einer der ersten“ (Delseit/Drost) oder gar „als Erster“ (Frizen/Spancken) Das Parfum nicht als vormodern, sondern explizit als postmodernes Werk zu kennzeichnen. Hierbei muss zwar berücksichtigt werden, dass die Begriffe Moderne und Postmoderne keineswegs fest umrissen sind und nach wie vor kontrovers diskutiert werden. Andererseits ist es aber dennoch oft möglich, die Entstehung einer neuen Epoche oder Strömung gerade dort auszumachen, wo sie beginnt, sich von der „alten“ abzugrenzen. Dies gilt gleichermaßen für die Postmoderne, die zur Entstehungszeit des Parfum noch relativ jung war.
Schütte macht die Zugehörigkeit des Parfum zur Postmoderne vor allem daran fest, dass Süskind mit der literarischen Überlieferung spiele und dies auf ironisch-parodistische Weise tue, und zwar so, dass das intertextuelle „Patchwork“ des Romans „gut vernäht“ sei. Im Gegensatz zu Frank Lucht, der Das Parfum zwar auch der postmodernen Literatur zuordnet, aber deren Spielcharakter für „ein Nullsummenspiel, operativ wertlos“ hält, erkennt Judith Ryan, ebenso wie Schütte, in Süskinds Technik eine „positive Strategie“, die im Unterschied zur Montagetechnik der Moderne die einzelnen intertextuellen Teile zu einem homogenen Ganzen verschmelze. Ryan verteidigt Das Parfum damit auch gegen den Vorwurf, epigonal zu sein, und verortet es „an der Grenze zwischen Pastiche und Parodie, zwischen zwei literarischen Formen also, die sich mit der Vergangenheit auseinandersetzen“.
Neben der Intertextualität sind es, laut Wolfgang Delseit und Ralf Drost, die Begriffe Selbstreferentialität und Mehrfachkodierung, die vorzugsweise auf Das Parfum angewandt werden, um „strukturelle Eigenarten postmoderner Literatur“ zu erläutern. „Selbstreferentialität“ erklären Delseit und Drost so, dass sich „etwas im Kunstwerk Dargestelltes auf das Kunstwerk selbst“ beziehen lasse. Ihr Beleg dafür ist, dass Süskind seinem Helden Grenouille als Künstler in doppelter Hinsicht gleiche: zuerst, indem er „das so noch nie Dagewesene“ schaffe, zum Schluss jedoch – da nur er „Zutaten und Machart“ kenne – auch als Einziger „von seinem Kunstwerk distanziert“ bleibe. Ein anderes Beispiel für ein selbstreferentielles Verfahren im Parfum ist Gerhard Stadelmaiers häufig zitierter Satz: „Grenouille plündert tote Häute, Süskind tote Dichter.“ Ausgehend von dieser Sentenz, beleuchtet Degler ebenjene Textstelle, auf die sich Delseit/Drost beziehen („Niemand weiß, wie gut dies Parfum wirklich ist […] Und zugleich bin ich der einzige, den es nicht bezaubern kann. Ich bin der einzige, für den es sinnlos ist.“) und kommt zu folgenden Überlegungen. Die „logischen Ketten“, dass einerseits „Unverständnis“ zu „Faszination“ führe und diese zu „Sinn“, andererseits aber „Verständnis“ „Distanz“ bewirke und diese „Sinnlosigkeit“, sei eine „Absage an Sinn und Möglichkeit der Interpretation von künstlerischer Produktion“. Da dieser Gedankengang aber „ironischerweise einer Figur zugeschrieben“ werde, von der es anschließend heißt: „Dann dachte er nichts mehr, denn das Denken war nicht seine Stärke“, unterlaufe Süskinds Parfum „jeden Versuch, einen dauerhaften interpretatorischen Sinn zu konstruieren bzw. aus den Paradoxien des Textes einen semantischen Überfluß zu entwickeln“.
Bezogen auf den Begriff „Mehrfachkodierung“ (definiert als „Ineinanderschieben“ von „mehreren literarischen Genres und deren Wert- und Bedeutungsebenen“) lesen Delseit/Drost Das Parfum zu Beginn als einen „Kriminalroman historischer Prägung“, der „allmählich vom Genre des Künstlerromans überlagert“ werde und zum Schluss der politischen Parabel nahestehe. Das spiegele sich folgerichtig in Grenouille wider, der gegen Ende alles in sich vereine: Mörder, Genie und Demagoge. Frizen/Spancken sprechen nicht von Mehrfach-, sondern von Doppelkodierung, beziehen dies „auf die Verwendung zweier Sprachen, z. B. einer elitären und einer populären“ und zielen damit auf einen anderen postmodernen Aspekt des Parfum: den, dass ganz unterschiedliche Lese(r)erwartungen befriedigt werden. Süskind beherrsche die Kunst, „Massenkultur, Pop Art und Avantgarde durch Doppelkodierung zu integrieren“, indem er „einen homogenen Dialog mit der Fantasy-, Schauer- und Detektivliteratur einerseits und einen ideologie- und literaturgeschichtlichen andererseits“ führe. Diese vielfach bestätigte Beobachtung spiegelt sich nicht zuletzt darin, dass Das Parfum nach seinem Erscheinen auch von außen eine Art „Doppelkodierung“ erfuhr: als herkömmlicher Bestseller quantitativ, und qualitativ durch seine auf dem Urteil von 25 Literaturkritikern fußende Platzierung in der SWR-Bestenliste.

### Intertextualität

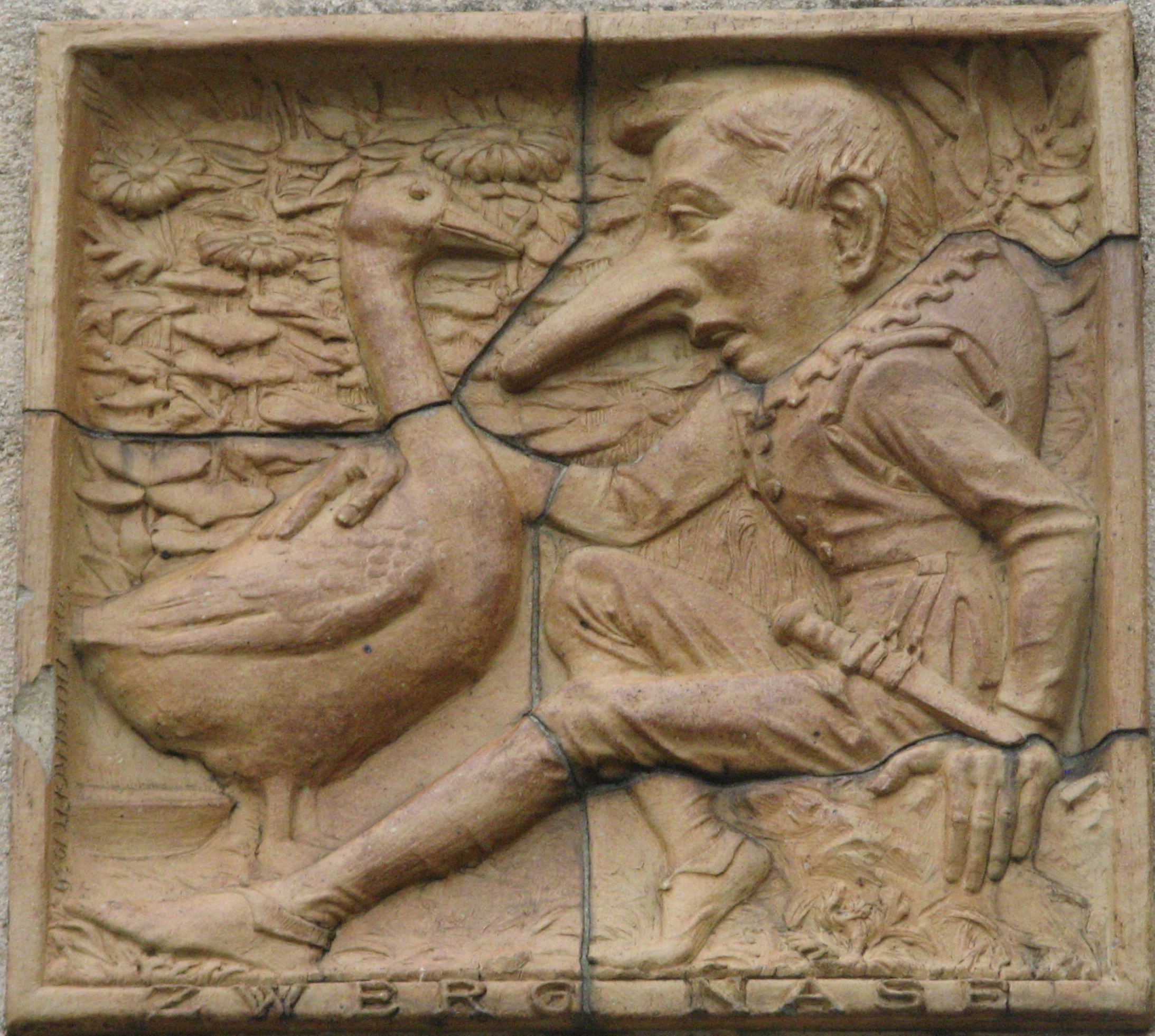
Zwerg Nase auf einem Terrakotta-Relief in Wien

Intertextualität, ein wesentliches Merkmal der Postmoderne, bedeutet, dass ein literarischer Text ex- oder implizit Bezug nimmt auf bereits vorhandene Texte. Im Falle des Parfum ist die Zahl solcher „Prätexte“ beträchtlich. Frizen/Spancken nennen in ihrem diesbezüglichen Kapitel rund 50 Titel sowie etwa 30 Autoren und merken an, die „Liste dieser literarischen, philosophischen und kulturgeschichtlichen Texte“ sei „nach unten hin offen“. An erster Stelle werden hier die Werke aufgeführt, bei denen die Bezugnahme an besonders vielen Punkten festzumachen ist.
Mindestens zwei Attribute – das Außenseitertum und körperlicher Misswuchs – verbinden Grenouille mit Quasimodo aus Victor Hugos Der Glöckner von Notre-Dame und Oskar Matzerath aus Günter Grass’ Die Blechtrommel.

Mindestens vier Attribute – die beiden zuvor genannten sowie die Genialität und ein eher handwerkliches als geistiges Künstlertum – hat Grenouille gemeinsam mit Cardillac aus E. T. A. Hoffmanns Das Fräulein von Scuderi, Wilhelm Hauffs Zwerg Nase, Gaston Leroux’ Das Phantom der Oper namens Erik sowie Thomas Manns Cipolla aus Mario und der Zauberer.
Im Einzelnen kommen noch folgende Vergleichsmomente hinzu:
Grenouille/Quasimodo: Paradoxon des geruchlosen Parfümeurs bzw. gehörlosen Glöckners, Aufwachsen ohne Eltern, Mutation zum Mörder, Tod auf einem Friedhof, Kontrast zur weiblichen Schönheit.

Grenouille/Matzerath: „Geburtsumstände, pränatale Bewusstheit, postnatale Verweigerung […], Verführung durch Massenpsychose (Maiwiese), Konkurrenz und Machtprobe mit dem christlichen Messias, Zurücktrommeln/Erriechen als Erinnerungsprozess“, Mitverursacher des Todes ihnen Nahestehender.

Grenouille/Cardillac: die Phantomhaftigkeit; der Künstler als Getriebener; die Jekyll-and-Hyde-Existenz eines Künstlers und Mörders, wobei beides miteinander verquickt ist: Grenouille tötet um sein Kunstwerk zu schaffen, Cardillac um es nicht zu verlieren.

Grenouille/Zwerg Nase: Grenouille als Künstler des Geruchs-, Zwerg Nase als „Künstler des Geschmackssinns“; ihre Bewerbung (als Parfümeurlehrling bzw. herzoglicher Koch) erscheint den Etablierten als Hybris, und ihre Eignung muss sich in einer einmalig gewährten Probe erweisen, die zum Triumph gerät und ihre Meisterschaft bezeugt; die sieben wie im Traum verbrachten Jahre.

Grenouille/Erik: „Phantom“haftigkeit, Auftreten als „Engel“, Kontrast zur weiblichen Schönheit, In-Besitz-Bringen der Schönen.

Grenouille/Cipolla: der selbst inszenierte, theatralische Auftritt vor Publikum, verbunden mit Täuschung und Betrug; der missgestaltete, aber als „Engel“ erscheinende Protagonist bringt gezielt ausgewählte „Subjekte“ dazu, ihm öffentlich ihre Liebe zu bezeigen – und ihn zu töten (bei Cipolla ungewollt).
Chamissos Peter Schlemihl hat mit Grenouille gemeinsam, dass die Geruchs- bzw. Schattenlosigkeit als Kainsmal des aus der Gesellschaft Ausgeschlossenen erscheint.
Die Berührungspunkte zu Kleists Michael Kohlhaas gehen, laut Frizen/Spancken, über den Auftaktsatz hinaus durch „[die] zwanghafte Verfolgung der Ziele der Helden, [die] outcast-Existenz [und das] Auftreten als Engel“.
Neben Goethes Prometheus und Zauberlehrling verweist das Autorenduo auch auf Parallelen zu seinem Faust: „Terriers Studium der Fakultäten, Grenouilles Heilschlaf und faustisches Streben, sein inneres Imperium, sein Entscheidungsmonolog vor dem Beischlaf mit Gretchen, das Ewig-Weibliche als Entelechie“.
Thomas Mann ist in Frizen/Spanckens Auflistung der intertextuell wichtigsten Werke am häufigsten vertreten. Neben Mario und der Zauberer nennen sie Doktor Faustus („der Künstler als Syphilitiker, das Ende der schöpferischen und der Anfang der parodistischen Kunst“), Felix Krull („der Künstler als Krimineller und Schauspieler“), Der Erwählte („siebenjährige Selbstverbannung, Ernährung am Busen der Erde, Metamorphose zum sehr großen Papst resp. Messias“), und Der Zauberberg („sieben geschichtlose Jahre des Bergaufenthaltes, Donnerschlag der Befreiung“).

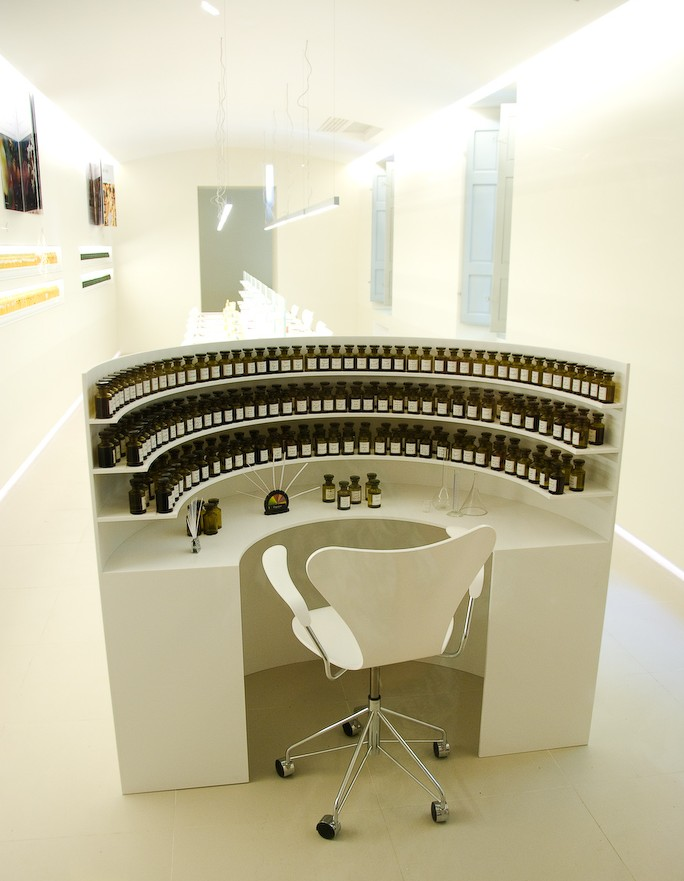
Eine Parfum-„Orgel“ bei Fragonard – im Unterschied zur Geruchs- oder Duftorgel, die ein Instrument ist, dient sie als Arbeitsplatz, an dem Parfümeure Düfte kreieren

Der Protagonist von Joris-Karl Huysmans’ Roman Gegen den Strich ist ein isoliert lebender, dekadenter aristokratischer Sonderling, der sich ganz seinen extravaganten Liebhabereien widmet und unter anderem auch eine synästhetische Geruchs- oder Duftorgel erfindet.
Eine gewisse Sonderstellung unter den sich zum Vergleich anbietenden Werken kommt Roald Dahls Erzählung Bitch zu. Neben Umberto Ecos Der Name der Rose gehört es zu den ganz wenigen, die erst in jüngerer Zeit entstanden und weder der deutschen noch der französischen Literatur zugehörig sind. Nach Ansicht von Frizen/Spancken ist „überzeugend nachgewiesen worden“, dass Bitch ein „Modell“ war „für das Fabelgerippe und einige Züge der Hauptfigur“: So sei der Protagonist der erotischen Erzählung ein „fast nur aus Nase bestehender Gnom“, ein „genialer Olfaktologe“, der „keine moralischen Hemmungen“, aber „Allmachtsfantasien“ hat und eine Essenz entwickelt, die jeden Mann, der sie riecht, „in eine rasende Sexbestie verwandelt“.
Dass Süskind „nicht einfach drauflos zitiert“, zeigt sich auch an Stellen, die zunächst einmal nicht mehr zu sein scheinen als Stil-„Mimikry“ (die Nachahmung eines bestimmten Gattungsstils), wie zum Beispiel zu Beginn des 44. Kapitels, wo er einen Märchenton anschlägt („Tiegelchen“, „Tarnkappe“, „zur Kammer seines Schatzes hinaufsteigen“). Die den Rahmen bildenden Phrasen „wollte er sich heute holen“ und „dann war er übermorgen im Besitz“ verweisen allerdings auf ein bestimmtes Märchen: Rumpelstilzchen. In Bezug auf Grenouille ist das nicht irgendeines. Beide Hauptfiguren haben Charakteristika gemeinsam, die über äußerliche Ähnlichkeiten hinausgehen: Ihre Identität verbergend, trachten sie danach, Menschen ihr Liebstes abzujagen. Andere Märchen, die sich zum Vergleich anbieten, sind Froschkönig (allein schon durch die Wortbedeutung des französischen grenouille als ‚Frosch‘) sowie Die Schöne und das Biest, an das sich wiederum das bereits erwähnte Phantom der Oper anlehnt.
Einen weiteren Beleg für die These, dass Süskinds Anspielungen „kein Selbstzweck“ und mehr als „Stil-Persiflage“ sind, erbringen Frizen/Spancken durch die Untersuchung von Kapitel 26. Dort werde der „hohe Stil“ der biblischen Genesis nicht nur übernommen, sondern immer wieder gebrochen, so in: „Der Große Grenouille aber war etwas müde geworden und gähnte und sprach […].“ Allein das Wort „gähnen“ genüge, um „in einem Satz“ den Bogen zu schlagen zum kranken „décadent“ des 19. Jahrhunderts, und damit „vom Glauben an echtes Schöpfertum hin zum unschöpferischen Versagen“. Im allerletzten Satz des Kapitels („Also sprach der Große Grenouille und segelte, während das einfache Duftvolk unter ihm freudig tanzte und feierte, mit weitausgespannten Flügeln von der goldenen Wolke herab über das nächtliche Land seiner Seele nach Haus in sein Herz.“) werten sie gleich mehrere Anspielungen aus. Erstens verweise die „in betonter Finalstellung“ stehende „zentrale Vokabel des empfindsamen Zeitalters, das Herz“, auf das „Originalgenie“, dessen nur in seiner Fantasie stattfindendes Schaffen hier jedoch eine „Anmaßung“ Grenouilles sei. Zweitens zitiere Süskind mit dem einleitenden „Also sprach […]“ Nietzsches Zarathustra, von dessen „Sendungsbewusstsein“ bei Grenouille allerdings nur „die Prophetenattitüde, der Egalitarismus gegenüber dem einfachen Duftvolk“ bleibe. Schließlich antworte Süskind mit Grenouilles „Seelenreise“ auf den „deutschen romantischen Traum vom Seelenflug schlechthin“, Eichendorffs Mondnacht („Und meine Seele spannte/ Weit ihre Flügel aus,/ Flog durch die stillen Lande,/ Als flöge sie nach Haus.“), indem er dessen „Einheitssehnsucht nach dem wie immer beschaffenen Anderen“ in Grenouilles „Einsamkeit des Ichs“ verwandle und ihn „immer wieder nur in die leeren Hallen seines Selbst“ zurückkehren lasse, in die „autoerotische Selbstbegegnung, die Selbstbegattung“.

### Einordnung in Süskinds Gesamtwerk
Als Süskind 2002 im Magazin der Süddeutschen Zeitung in mehreren kurzen Kapiteln porträtiert wurde, hieß eines davon – im Singular – „Sein Produkt“. Es widmete sich ausschließlich dem Parfum, und es lag nahe, Süskind für den Autor eines einzigen Werkes zu halten. Einerseits entspricht das durchaus der öffentlichen Wahrnehmung. Andererseits sagt es mehr über die Größe des Erfolgs, den er mit seinem Parfum hatte (und nach wie vor hat), als über vermeintliche Misserfolge mit seinen anderen Werken. Sein Erstling Der Kontrabaß beispielsweise reüssierte in einem für Theaterstücke durchaus vergleichbaren Maß und war zwei Mal das meistgespielte Stück an deutschsprachigen Bühnen, 1984/85 und 1991/92. Auch die Filmdrehbücher Monaco Franze (1983), Kir Royal (1986) und Rossini – oder die mörderische Frage, wer mit wem schlief (1997), die er als Co-Autor mitgestaltete, erfuhren Anerkennung und Würdigung; Letzteres zudem durch mehrere Preise.
Beschränkt man die Sicht auf die dem Parfum nachfolgenden literarischen Werke Süskinds, so ist allerdings unverkennbar, dass ihnen bei Weitem nicht der Erfolg der beiden Vorgänger beschieden war. Am Handlungskern oder der Wesensart der Protagonisten kann dies nicht gelegen haben. In dieser Hinsicht blieb Süskind sich treu. Die Taube (1987) ebenso wie Die Geschichte von Herrn Sommer (1991) porträtieren „Einzelgänger und Sonderlinge, die mehr oder weniger entfernt von der Gesellschaft leben“ – nicht anders als Der Kontrabaß und Das Parfum auch. Was sich zum Nachteil verändert hat, zeigt beispielsweise die kritische Bemerkung des Spiegel, Die Geschichte von Herrn Sommer erzähle „mehr die Geschichte von Herrn Süskind selbst“. Einwände dieser Art gegen Das Parfum sucht man vergebens, im Gegenteil. Reich-Ranicki hob gerade hervor, in diesem Werk begegne dem Leser ein „Romancier, der uns nicht mit dem Spiegelbild seines Bauchnabels belästigt“. Das heißt nichts anderes, als dass es Süskind im Parfum gelungen ist, absonderliche Wesenszüge, die ihm durchaus nicht fremd waren, so in eine Figur und einen Handlungszusammenhang zu projizieren und zu überhöhen, dass die Frage, was diese mit dem Autor zu tun haben, sich dem Rezipienten nicht stellt oder völlig irrelevant ist. Warum er etwas Vergleichbares kein zweites Mal in Angriff nehmen wollte oder konnte, erklärt möglicherweise die folgende rückblickende Äußerung von ihm: „So einen Roman zu schreiben ist furchtbar. Ich glaube nicht, dass ich das noch einmal machen werde.“ Vielleicht wird aber auch eines Tages bestätigt, was bisher, wie manch anderes in seiner Biographie und der Genese seines Hauptwerks, nur kolportiert wird: „Schon der blutjunge Patrick Süskind habe davon gesprochen, dass er den einen Roman schreiben werde, welcher ihn reich machen werde und von dessen Erträgen er dann leben wolle.“

## Entstehungs- und Publikationsgeschichte
Als Süskind 1984/1985 mit dem Parfum ins Rampenlicht der Öffentlichkeit rückte, wurde er zwar als Entdeckung gefeiert, war aber kein gänzlich Unbekannter. Sein Erstlingswerk, das Ein-Personen-Stück Der Kontrabaß, war drei Jahre zuvor, im Herbst 1981, im Münchner Cuvilliés-Theater uraufgeführt worden und hatte sich „zu einem stillen, aber anhaltenden Publikumserfolg“ entwickelt, auch international. Auf den deutschsprachigen Bühnen avancierte es 1983/84, nach Dürrenmatts Physikern, zum meistgespielten Stück; in der nachfolgenden Saison rückte es sogar an die Spitze.
Einer Empfehlung seiner Assistentin Susanne Dorn folgend, kam auch Diogenes-Verlagsgründer Daniel Keel mit dem Stück in Berührung. Zwar las er nur das Rollenbuch, war aber von dem Text so angetan, dass er ihn noch im selben Jahr (1983) verlegen wollte. Süskind reagierte auf seine Anfrage allerdings zurückhaltend und gab zu bedenken, dass Theaterstücke sich „in Buchform nie gut“ verkauften. Als er schließlich doch einer Publikation zustimmte (sie kam 1984 mit einer Startauflage von 4.000 Exemplaren zustande, von denen 3.000 abgesetzt wurden), lehnte er die übliche Vorschusszahlung an den Autor ab.
Auf die bei einem Neuling naheliegende Frage, ob er denn noch mehr „in der Schublade“ habe, antwortete Süskind im Juli 1983, zwar gebe es „einige Texte – übrigens nicht in der Schublade, sondern aufrecht stehend in Ordnern in einem Regal! –, aber wenn sie nicht veröffentlicht sind, so könnte das womöglich auch mit ihrer Qualität zusammenhängen.“ Ein knappes Jahr später jedoch, als er sich im Mai 1984 für die Belegexemplare des Kontrabaß bedankte, teilte er mit, er habe eine Woche zuvor „ein Manuskript abgeschlossen, das ich Ihnen gerne schicken würde.“ Bei einem Treff mit Keel in München habe er „schon andeutungsweise davon gesprochen“. Worum es ging, fasste Süskind so zusammen: „Es ist die Geschichte eines Parfumeurs, heißt Das Parfum, spielt im Frankreich des mittleren achtzehnten Jahrhunderts und hat 280 Seiten.“
Die Lektüre dieses Textes stimmte Keel euphorisch: „Jetzt haben wir einen Weltbestseller.“ Ein Zufall kam beschleunigend zu Hilfe, als die Frankfurter Allgemeine Zeitung im Herbst 1984 „dringend“ einen geeigneten Fortsetzungsroman zum Vorabdruck suchte. Diogenes bot Das Parfum an, und so startete dessen Erstveröffentlichung am 16. Oktober 1984. Das Echo („Noch nie gab es so viele positive Leserzuschriften auf einen Serienabdruck“) bestärkte die Hoffnung des Verlags auf einen außergewöhnlichen Coup, ebenso die Resonanz seitens der Buchhändler auf die „eiligst gedruckten“ und kurz vor Weihnachten zugesandten Leseexemplare. Von dort drängte man sogar, die Auslieferung vorzuziehen. Diogenes reagierte: Einen Monat früher als geplant, am 26. Februar 1985, konnte Das Parfum erscheinen.

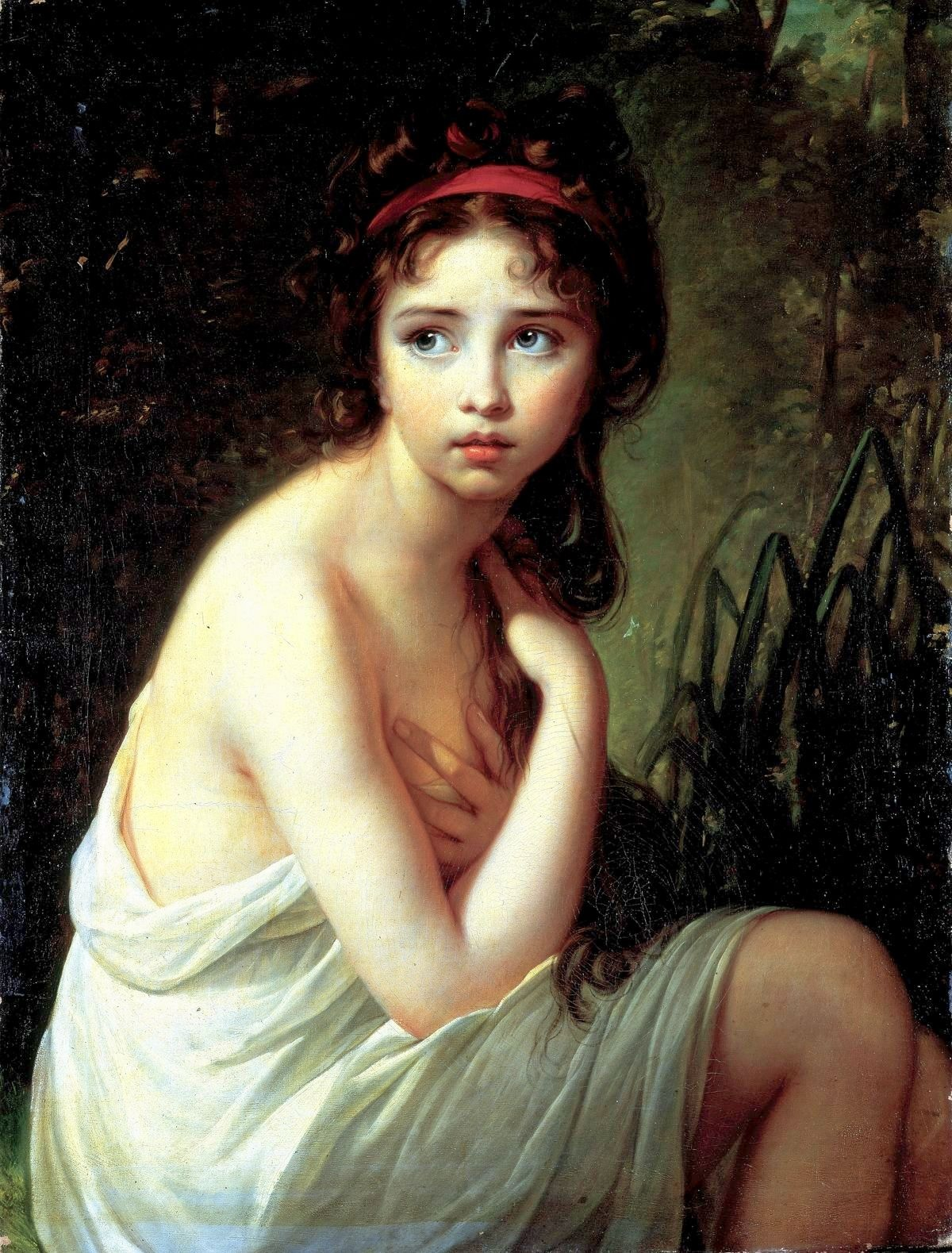
Das Cover der Bertelsmann-Lizenzausgabe weicht als eines der wenigen von dem der Originaledition ab

Süskind hatte zu einer Startauflage von 5.000 geraten. Der Verlag entschied sich für das Zehnfache. Zwar konnte man wegen des vorgezogenen Erscheinungstermins nicht sofort alle Ausgaben liefern, doch das heizte die Nachfrage eher noch an. In kurzen Abständen folgte eine Auflage auf die andere mit ständig steigender Zahl von Exemplaren, sodass die siebente, im September 1985, schließlich 100.000 betrug.
Auch international wurde man schnell aufmerksam. Nach Aussage von Marianne Liggenstorfer, der damaligen Lizenz-Chefin, habe Diogenes sich mit der Vergabe der Übersetzungsrechte jedoch Zeit gelassen, vor allem um sicherzustellen, dass das Buch in das jeweilige Verlagsprogramm passe, sodass schließlich nicht unbedingt der Meistbietende den Zuschlag erhalten habe. Diese wiederum hätten dann auch branchenunübliche Bedingungen akzeptiert, beispielsweise die, dass das Titelbild unverändert übernommen werden musste. Ausgenommen davon waren die US-amerikanische Taschenbuchausgabe (wegen des Verbots der Darstellung weiblicher Brustwarzen), die beiden DDR-Ausgaben des Verlags Volk und Welt Berlin (zur Verhinderung eines Reimports in die Bundesrepublik Deutschland) sowie die Buchclub-Ausgabe von Bertelsmann.
In den Jahren nach seinem Erscheinen entwickelte sich Das Parfum von einem Best- zu einem Dauerseller. Den Status eines Bestsellers (für den es gewöhnlich etwa 100.000 verkaufte Exemplare braucht) erreichte es binnen kürzester Zeit, noch vor Ablauf von acht Wochen. Zwei Jahre später, 1987, hatte man Das Parfum bereits in 23 Sprachen übersetzt und weltweit mehr als eine Million Bücher abgesetzt. Seither hat sich die Zahl der Übersetzungen auf 48 erhöht und die der weltweit verkauften Exemplare auf über 20 Millionen (davon 5,5 Millionen in deutscher Sprache). Das Parfum hielt sich – einmalig in der deutschsprachigen Buchgeschichte – 470 Wochen auf der Spiegel-Bestsellerliste, davon 449 ununterbrochen. Etwa ebenso lange, rund neun Jahre, wartete Diogenes mit der Publikation einer Taschenbuchausgabe. Als die Startauflage im März 1994 erschien, war es mit 325.000 Exemplaren die höchste der Verlagshistorie.
So einfach es ist, die Publikationsgeschichte des Romans nachzuzeichnen, so schwierig ist es noch immer, dessen Entstehungsprozess transparent zu machen. Das liegt an der extremen Öffentlichkeitsscheu des Autors. Nach dem Erscheinen des Parfums hat sie sich noch auf eine Weise verstärkt, dass es in einem Artikel aus Anlass seines 60. Geburtstags, ihn ironisch zitierend, hieß: „Ums Jahr 1985 herum lebte und verschwand in der Gegend von München ein Mann, der zu den erfolgreichsten und rätselhaftesten Schriftstellern seiner Zeit gehört hatte.“ So soll der zurückgezogen lebende Süskind nur Kontakt zu einigen wenigen, aber sehr engen Freunden pflegen, die ihn „wie ein Wall umgeben“ und „nie über ihn sprechen würden“. Nach einem einzigen Fernsehauftritt 1981 ist er nie wieder öffentlich in Erscheinung getreten. Ihm zuerkannte Preise nimmt er nicht an, Interviewanfragen lehnt er ab. Bisher sind nur drei Fälle bekannt geworden, bei denen er von diesem Grundsatz abgewichen ist: ein Interview mit Edith Lier (für die Schweizer Illustrierte), eines mit James M. Markham (für die International Herald Tribune), und ein drittes mit einer Schülerzeitung. Die von Süskind vorgegebenen Einschränkungen lassen allerdings, zumindest in Liers Darstellung, darauf schließen, dass die Gespräche nur bedingt den Charakter herkömmlicher Interviews hatten: Lier durfte keine Fotos, keine Tonbandaufzeichnungen, ja nicht einmal Notizen machen. Ihre Publikation trug dem Rechnung: Sie erschien unter dem Titel „Brief an einen Unbekannten“, zeigte eine der wenigen verfügbaren Aufnahmen von Süskind mit einem Balken über seinen Augen und enthielt eher ihre während des siebenstündigen Gesprächs gewonnenen „weichen“ Eindrücke von ihm als Person denn „harte“ Fakten, die die Entstehung seiner Werke erhellen können hätten.

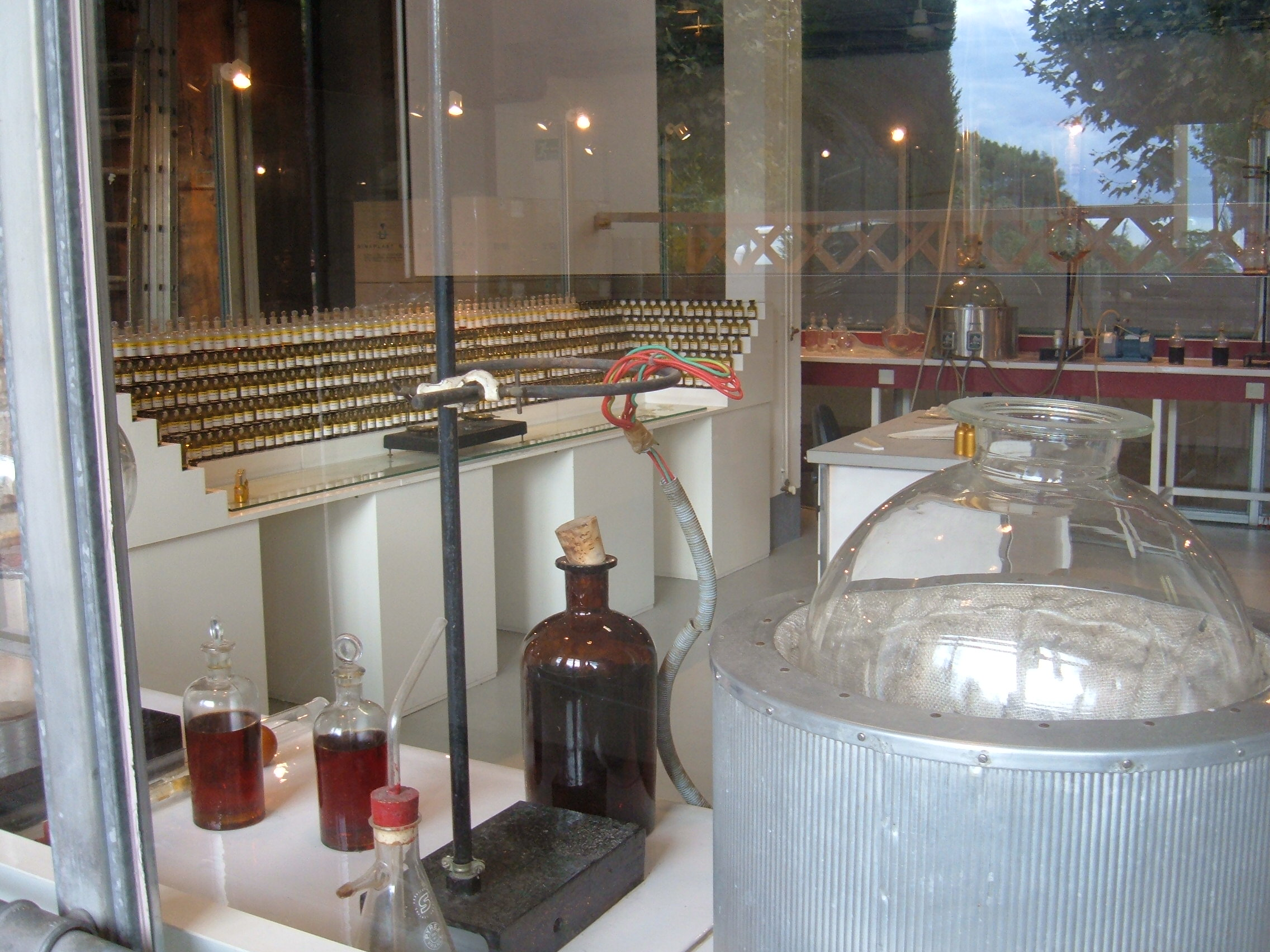
Ein Parfum-Labor von Fragonard

So gibt es relativ wenig, was als gesichert angenommen werden kann. Im Grunde sind es nur seine Recherchen, und von diesen auch nur die von ihm bestätigten. Die praktischen lassen sich an zwei Punkten festmachen. Mit einem „neu erworbenen Motorroller“ bereiste er die Handlungsorte („Der Geruchssinn war praktisch der einzige Sinn, der auf der Vespa funktionierte“), und bei einem achttägigen Aufenthalt in Grasse ließ er sich „bei der namhaften Firma Fragonard in die Geheimnisse der Parfumeurskunst einweihen“. Geht es um den Einfluss von Lektüre, so wird in der Regel Alain Corbins Pesthauch und Blütenduft an erster Stelle genannt; Delseit/Drost sprechen sogar davon, Süskind habe „dieses Werk erklärtermaßen seinem Roman zugrunde gelegt“. Geht man davon aus, dass er die 1982 erschienene französische Originalausgabe gelesen hat, so fallen drei seiner Aussagen in den Lier- und Markham-Artikeln auf: zum einen, dass er etwa zwei Jahre am Parfum gearbeitet habe, zum zweiten, dass die Geschichte zunächst in der Gegenwart spielen sollte, und schließlich, dass er sich zwar über das Ende des Romans im Klaren gewesen sei, dann aber gemerkt habe, dass er „die Biographie dieses Mannes von Anfang an schreiben musste“. Das könnte bedeuten, dass Corbins Werk nicht nur befördernd, sondern sogar richtungsgebend auf den Schreibprozess eingewirkt hat. Auch das Genre ist möglicherweise dadurch neu bestimmt worden, denn ursprünglich soll es als Kurzgeschichte geplant gewesen sein.

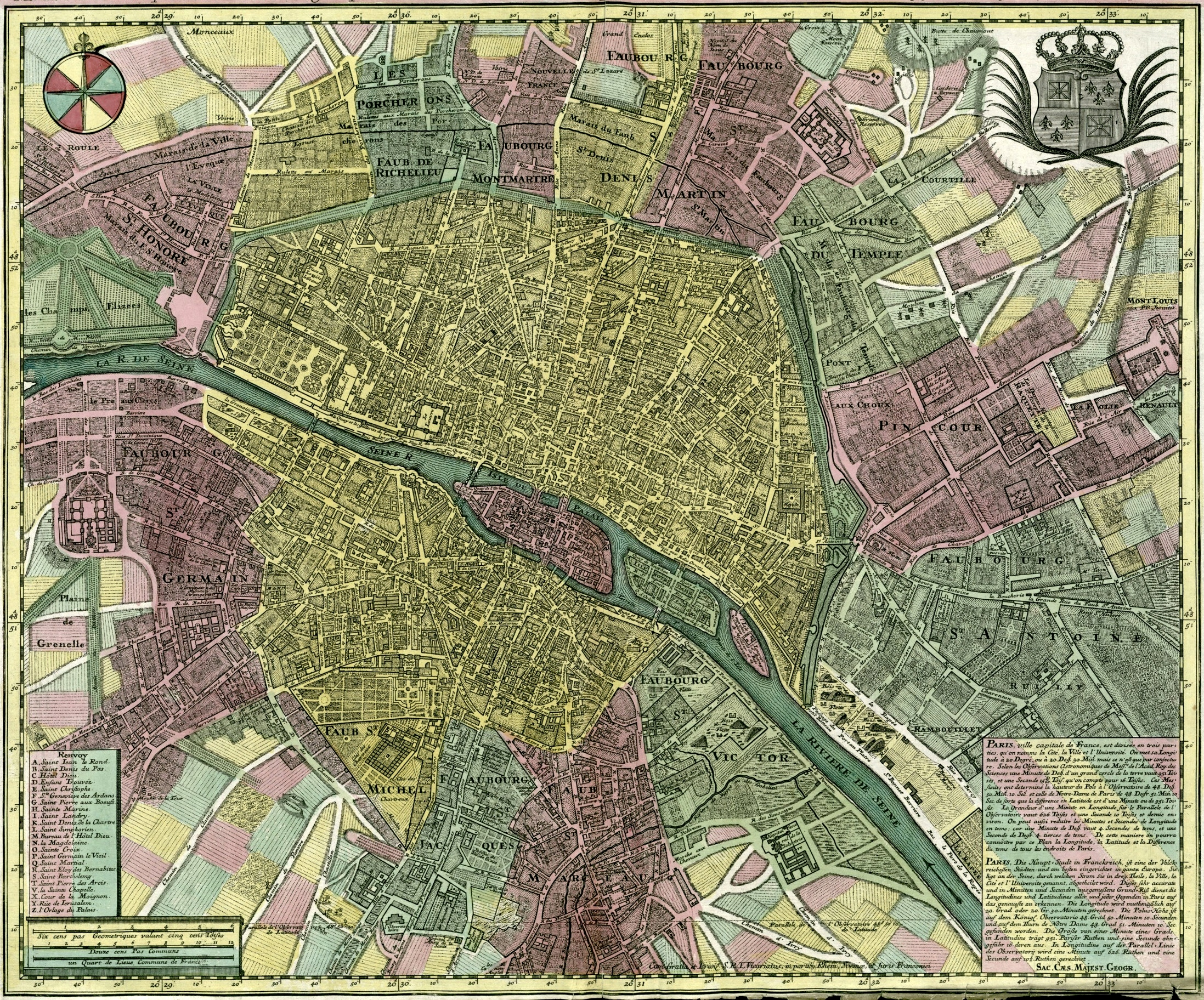
Ein Pariser Stadtplan aus dem 18. Jahrhundert

Noch unsicherer sind Aussagen über die Inkubationszeit des Romans. Laut Süskinds eigener Darstellung gegenüber Lier war die Idee zu dem Roman acht Jahre zuvor „plötzlich“ da. Das wäre, geht man vom Zeitpunkt des Interviews aus, etwa 1977 gewesen, also rund fünf Jahre, bevor er nach eigenem Bekunden zu schreiben begann. Folgt man den Aussagen von Personen, die den Entstehungsprozess zumindest peripher wahrgenommen haben, entsteht ein etwas anderes Bild. Ihrem Eindruck nach hat Süskind nicht nur länger an diesem Roman gearbeitet („10–12 Jahre“), sondern auch schon zu einem früheren Zeitpunkt Vorstellungen gehabt, die auf die endgültige Fassung hindeuteten. Anzeichen dafür wären die „unendlich vielen [Parfum]Fläschchen“ gewesen, mit denen er sich umgeben habe, seine Aussage, an einer Geschichte über einen Parfümeur zu arbeiten, und nicht zuletzt die Karte vom Paris des 18. Jahrhunderts in seinem Zimmer auf dem Boulevard Raspail 31. Auch wenn Letzteres laut Delseit/Drost „verbürgt“ sein soll, sind dies jedoch nicht mehr als Indizien und bestenfalls dazu geeignet, die eine oder andere Aussage des Autors in Frage zu stellen.

## Rezeptionsgeschichte

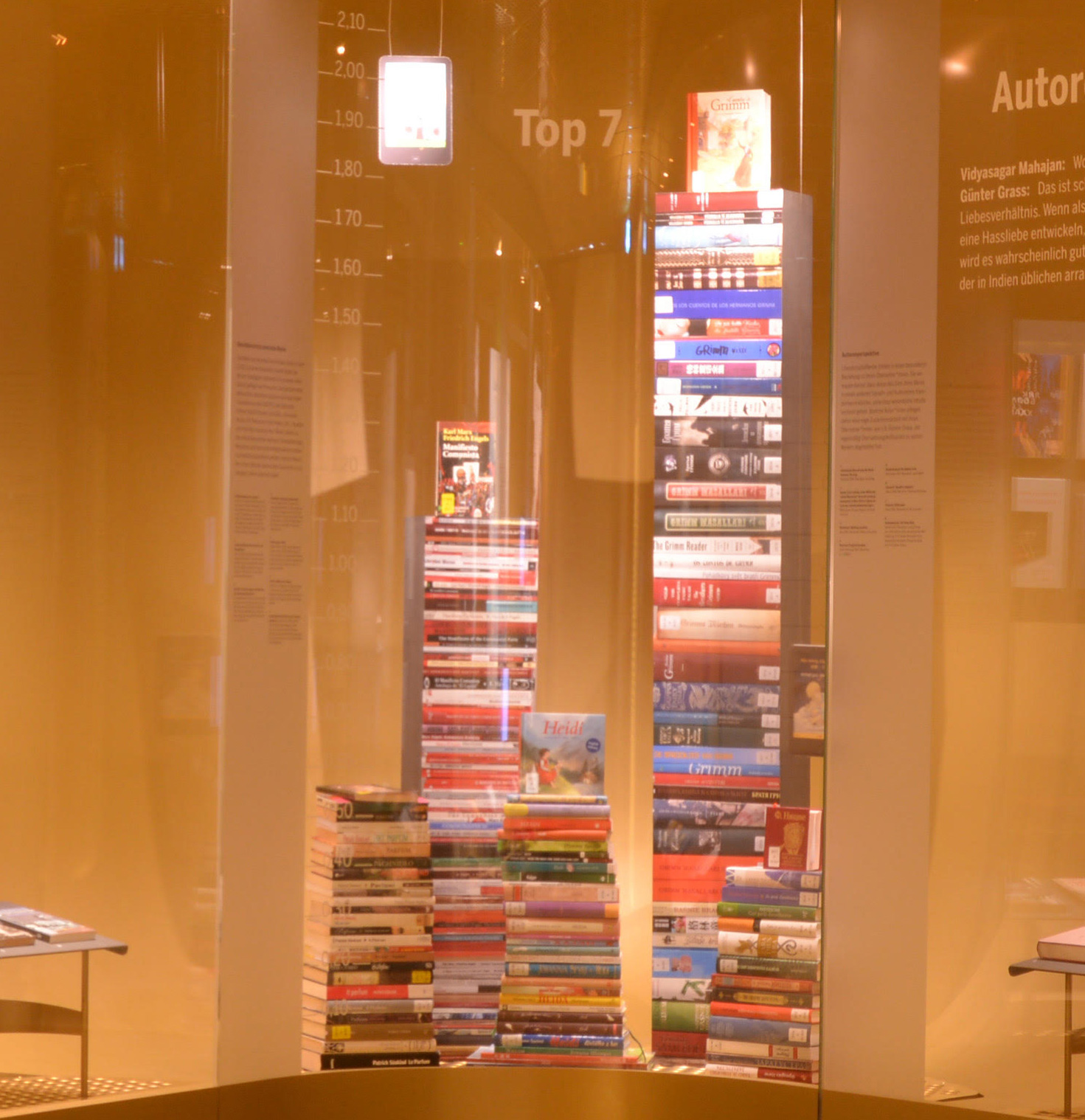
Top 7 der meistübersetzten deutschsprachigen Werke im Deutschen Buch- und Schriftmuseum; auf dem 6. Platz: Das Parfum

Abhängig von Zeitpunkt und Zielsetzung unterscheiden diverse Untersuchungen zur Rezeptionsgeschichte des Parfum in der Regel drei Felder: die Feuilletonkritik, die Literaturwissenschaft und die Literaturdidaktik. Erstere ist, zumindest für das deutschsprachige Feuilleton, relativ leicht überschaubar und dementsprechend gut erforscht. Was die Mehrzahl der Rezensenten bei Erscheinen von Süskinds Debütroman konstatierten, war seine Andersartigkeit. Michael Fischer brachte sie auf die Kurzformel „ein erfreulicher Anachronismus im modischen literarischen Bla-Bla“, Stadelmaier versuchte sie konkreter zu fassen: „Sein Buch widerspricht so auch einer gegenwärtigen Produktion, die ihr Ungeheuerliches meist formal befriedigt – bei eher dürftigen Inhalten: Da wird (fast) nichts mehr festgehalten, dies aber mit großem Aufwand.“ – Bei der Beschreibung von Süskinds Erzählweise fällt fast immer das Wort „traditionell“, nicht selten auch „epigonal“. Auch Reich-Ranicki setzte sich damit intensiv auseinander: Autoren und Errungenschaften der Moderne aufzählend, stellte er fest, dass diese Süskind „herzlich gleichgültig“ seien, fragte sich, ob dies bewusst geschehen sei, und konzedierte schließlich, „daß man auch heute so erzählen darf – vorausgesetzt, daß man es kann“. Er lobte, unter anderem, die „einnehmende Musikalität“ von Süskinds Prosa und hielt zugleich fest: „Der verführerische Wohlklang vieler Seiten seines Buches geht nicht auf Kosten der Deutlichkeit des Ausdrucks.“ Später relativierte Reich-Ranicki sein Urteil: Von dem Moment an, in dem der Protagonist Frankreichs Hauptstadt verlässt, würden „mit der Unmittelbarkeit und Suggestivität des Romans auch dessen Schlüssigkeit und Überzeugungskraft schwinden“. Die Bacchanal-Szene nahm er allerdings von seiner Kritik aus. Auf sie bezog sich Reich-Ranicki auch, als er den Roman als Parabel auf das Dritte Reich deutete, indem er „die grandiose Darstellung des Massenwahns, der Verführbarkeit der Menschen“ in dem von Grenouille inszenierten Bacchanal als „Apotheose von mythologischem Rang“ bezeichnete. Andere folgten ihm nach: Stadelmaier („[Grenouille] gehört eher zur Sorte ‚Heydrich‘“) und Wolfram Schütte in zwei Artikeln (zuerst durch den Vergleich der Wendungen „größte[r] Parfumeur aller Zeiten“ / „größter Feldherr aller Zeiten“ bzw. „GröFaZ“, dann durch den Vergleich Grenouilles mit dem KZ-Arzt Mengele). Süskind selbst soll die auf das Dritte Reich abzielende Deutung, zumindest indirekt, bestätigt haben. – Eine weitere Frage, mit der sich mehrere Kritiker auseinandersetzten, war die nach dem „Sinn“. Reich-Ranicki entschied sich so: „Die Sehnsucht nach dem Absoluten, ihre Ursachen und ihre Folgen“. Beatrice von Matt hingegen (deren Rezension als eine der wenigen zu einem insgesamt negativen Gesamturteil führte) vermisste „eine korrigierende Gegeninstanz“ bzw. „die leiseste Spur eines utopischen Entwurfs“ und damit eine Sinngebung überhaupt. Dietrich Klose gab ihr implizit recht, wendete aber den Vorwurf ins Positive: „Eine besondere Absicht ist nicht zu erkennen – außer der, gut zu unterhalten.“
Degler stellt diese „Antwort auf die Frage nach dem tieferen Sinn des Romans“ heraus als eine Aussage, die „an lakonischer Prägnanz kaum zu übertreffen“ sei, und nutzt sie, um zu der Anfang der 1990er Jahre geführten akademischen Debatte über die „Bedeutung der deutschsprachigen Gegenwartsliteratur“ überzuleiten, deren „Leitdifferenz“ mit den Begriffen „‚Unterhaltsamkeit‘ versus ‚Sinnstiftung‘“ zusammengefasst werden könne und bei der auch immer wieder auf Süskinds Roman verwiesen worden sei. Literaturwissenschaft und -didaktik vergleichend, meint er, Letztere habe „schneller und intensiver“ auf Das Parfum reagiert. Frizen/Spancken behaupten diesbezüglich das Gegenteil, heben allerdings das „frühe Konzept“ von Norbert Berger hervor, das „weitaus praktikabler“ sei als andere, den Roman in seinem Selbstwert respektiere, seine Machart thematisiere und den Schüler zu einem kritischen Beobachter des literarischen Marktes erziehen wolle.
Einigkeit zwischen Degler und Frizen/Spancken besteht in ihrer Wertschätzung der zwei frühen Analysen von Schütte, die im Grenzbereich zwischen Feuilletonkritik und Literaturwissenschaft zu verorten sind. Schütte habe darin nicht nur als Erster den postmodernen Charakter des Parfum erkannt, sondern auch den „dunklen Schatten der Aufklärung“, der entsteht, indem Süskind Grenouille „ins Zeitalter Rousseaus und Voltaires“ versetzt. Außerdem zeige er Süskinds „doppelseitige Strategie“ von „Konstruktion“ (in der Entfaltung der „Kraft des Erzählens“) und „De-Konstruktion“ (durch Sichtbarmachen des Erzählten als „Künstlich-Gemachtes“). Eine „zweite zeitgenössische Kritik mit tiefergehendem analytischen Anspruch“ sieht Degler in der von Hartmut Böhme, der unter anderem der gängigen These widersprach, dass Grenouille „sinnliche Erfahrungen“ mache. Dessen Geruchswahrnehmung zerlege die Umwelt „in kleinste Informationseinheiten“ und speichere sie als „Kombination von bits“. In Grenouilles „binär codierendem Gehirn“, so Degler, erkenne Böhme daher eine „Allegorie auf die Computertechnologie und ihre entindividualisierenden/derealisierenden Auswirkungen“. Eine ganz ähnliche Auffassung vertrat Stadelmaier, der in Grenouille einen „Roboter der Sinnlichkeit“ und eine „Zukunftsfigur“ sah.

## Adaptionen

### Film
Süskind zögerte lange, bevor er die Filmrechte veräußerte. Über mögliche Gründe lässt sich nur mutmaßen. Einer davon, seine Öffentlichkeitsscheu, wurde im Film Rossini thematisiert, in dem der höchst kauzige Dichter Jakob Windisch sich gegen die Vergabe der Filmrechte an seinem Bestsellerroman sperrt. Da Süskind Mitautor des Drehbuchs von Rossini war, wurde darin gemeinhin ein ironisches Selbstporträt gesehen.
Angebote für eine Verfilmung des Parfum sollen Süskind ab 1986 vorgelegen haben; renommierte Regisseure wurden mit dem Projekt in Verbindung gebracht, etwa Stanley Kubrick, Tim Burton, Steven Spielberg, Roman Polański, Martin Scorsese, Miloš Forman und Ridley Scott. Den Zuschlag erhielt 2001 schließlich der mit Süskind befreundete Bernd Eichinger. Dieser verpflichtete als Regisseur Tom Tykwer; beide schrieben auch als Co-Autoren am Drehbuch mit. Die Besetzung der Hauptrolle mit dem eher unbekannten Ben Whishaw galt als Überraschung. Für einige Nebenrollen wurden namhafte Schauspieler gewonnen, wie Dustin Hoffman oder Alan Rickman. Premiere in Deutschland war am 14. September 2006. Der Film erhielt mehrere Preise und war kommerziell ein Erfolg. Der Tenor der Kritik war gespalten.

### Weitere
Bereits ein Jahr nach Erscheinen des Parfum reagierte Dieter Heckenschütz unter dem Pseudonym Patricius Sauerbier mit dem Roman Das Soufflé. Geschichte eines Gourmands, den er ebenfalls im Frankreich des 18. Jahrhunderts ansiedelt und in dem er „das Geschehen aus der Welt der Gerüche parodistisch in die Welt der Geschmäcker versetzt“. – Auf Heckenschütz’ Parodie wiederum spielt der Film Rossini ironisch an, indem der vom Dichter Jakob Windisch (alias Patrick Süskind) verfasste Bestseller Loreley. Geschichte einer Hexe als „parfümierte pseudoliterarische Quarkspeise“ bezeichnet wird.
Das Parfum hat auch in der Popmusik Spuren hinterlassen. Zum Beispiel inspirierte der Roman die Liedtexte der Songs Scentless Apprentice (‚geruchloser Lehrling‘) der Grunge-Rock-Band Nirvana und Du riechst so gut der deutschen Rockgruppe Rammstein, in denen zahlreiche Anklänge an die Handlung bzw. den Protagonisten des Romans auftauchen. Kurt Cobain, Sänger und Songschreiber von Nirvana, bekannte sich in einem Interview explizit dazu, dass sich Scentless Apprentice auf Das Parfum beziehe. Grenouilles Bedürfnis, den Menschen fernzubleiben, hebt er als das Charakteristikum hervor, in dem er sich selbst wiedererkenne. Die Textstelle, die das am deutlichsten widerspiegelt, ist der Refrain (Go away – get away). Außerdem bedanken sich Nirvana bei dem Schriftsteller Patrick Süskind namentlich im Booklet, das dem 1993 erschienenen Album In Utero beiliegt, auf dem sich der betreffende Song Scentless Apprentice befindet, unter der Überschrift Special Thanks in den sogenannten Liner Notes.
Motive des Romans verwendet die 2018 erschienene Fernsehserie Parfum. In dieser in der Gegenwart und am Niederrhein spielenden Serie gelangen Ermittler in einem Mordfall auf die Spur einer Gruppe ehemaliger Internatsschüler, die während ihrer Schulzeit Süskinds Roman gelesen hatten und, fasziniert von der Lektüre, mit menschlichen Gerüchen und Düften experimentierten.

## Ausgaben
- Das Parfum. Die Geschichte eines Mörders. Diogenes, Zürich 1985 (Originalausgabe), ISBN 3-257-01678-6. (23 Wochen lang in den Jahren 1985 und 1986 auf dem Platz 1 der Spiegel-Bestsellerliste)
- Das Parfum. Die Geschichte eines Mörders. Bertelsmann, Gütersloh 1986 (Lizenzausgabe).
- Das Parfum. Die Geschichte eines Mörders. Verlag Volk und Welt, Berlin 1987 (Lizenzausgabe für die DDR; Taschenbuch).
- Das Parfum. Die Geschichte eines Mörders. Diogenes, Zürich 1988 (einmalige Sonderauflage mit 1.738 Exemplaren in Leder gebunden, nummeriert und vom Autor signiert).
- Das Parfum. Die Geschichte eines Mörders. Verlag Volk und Welt, Berlin 1989 (Taschenbuch in der Reihe Roman-Zeitung, Nr. 471).
- Das Parfum. Die Geschichte eines Mörders. Diogenes, Zürich 1994 (Taschenbuchausgabe, auf die sich die zitierten Textstellen beziehen), ISBN 3-257-22800-7.
- Das Parfum. Die Geschichte eines Mörders. Litraton, Hamburg 1995 (Audiobook mit 8 Cassetten bzw. 8 CDs, gelesen von Gert Westphal).
- Das Parfum. Die Geschichte eines Mörders. Diogenes, Zürich 2002 (Sonderausgabe Hardcover, Leinen mit Lesebändchen).
- Das Parfum. Die Geschichte eines Mörders. Diogenes, Zürich 2006 (Sonderausgabe Hardcover, Leinen mit Schutzumschlag der Erstausgabe), ISBN 3-257-06540-X.
- Das Parfum. Die Geschichte eines Mörders. Diogenes, Zürich 2006 (Audiobook mit 8 CDs, gelesen von Hans Korte), ISBN 3-257-80037-1.
- Das Parfum. Die Geschichte eines Mörders. Diogenes, Zürich 2012 (E-Book).

### Übersetzungen (Auswahl)
- Il profumo. Romanzo. Übersetzung von Giovanna Agabio. Longanesi, Mailand 1985.
- El perfume. Historia de un asesino. Übersetzung von Pilar Giralt Gorina. Seix Barral, Barcelona 1985.
- Perfume. The Story of a Murderer. Übersetzung von John E. Woods. Knopf, New York 1986.
- Le Parfum. Histoire d'un meurtrier. Übersetzung von Bernard Lortholary. Fayard, Paris 1986.
- al-'iṭr (arabisch العطر ) Übersetzung von Nabil Haffar. Al Mada, Damaskus 1997.

## Sekundärliteratur
- Norbert Berger: Patrick Süskind: „Das Parfum“. Unterrichtshilfe mit Kopiervorlagen für die Sekundarstufe 2. Auer-Verlag, Donauwörth 2005, ISBN 3-403-04350-9.
- Helmut Bernsmeier: Lektüreschlüssel. Patrick Süskind: „Das Parfum“. Reclam, Stuttgart 2005, ISBN 978-3-15-015370-3.
- Andreas Blödorn, Christine Hummel (Hrsg.): Psychogramme der Postmoderne – Neue Untersuchungen zum Werk Patrick Süskinds (= Kleine Reihe: Literatur – Kultur – Sprache, Bd. 5.) Wissenschaftlicher Verlag Trier, Trier 2008, ISBN 978-3-86821-005-7.
- Christina Bühler: Vom Animal zum Künstler: Das Psychogramm eines Duftgenies. Magisterarbeit. Aachen 2007. Als Taschenbuch im GRIN Verlag, 2007, ISBN 978-3-638-73040-2.
- Jan-Oliver Decker: Platz 4. Patrick Süskind: Das Parfum. In: Christoph Jürgensen (Hrsg.): Die Lieblingsbücher der Deutschen. Verlag Ludwig, Kiel 2006, S. 286–317, ISBN 3-937719-34-2.
- Frank Degler: Aisthetische Reduktionen. Analysen zu Patrick Süskinds „Der Kontrabaß“, „Das Parfum“ und „Rossini“. de Gruyter, Berlin 2003, ISBN 978-3-11-017759-6.
- Wolfgang Delseit, Ralf Drost: Erläuterungen und Dokumente zu: Patrick Süskind: „Das Parfum“. Reclam, Stuttgart 2000, ISBN 978-3-15-016018-3.
- Susanne Drobez: Patrick Süskind „Das Parfum“: Faktoren, die den Roman zum Bestseller werden ließen. Diplomarbeit. Wien 2008. abrufbar unter:  (PDF; 626 kB).
- Werner Frizen, Marilies Spancken: Das Parfum. Interpretationen. 2., überarbeitete und korrigierte Auflage. Oldenbourg, München 1998, ISBN 3-486-88677-0.
- Gabriele und Rolf Froböse: Lust und Liebe – alles nur Chemie? (Mit einer Abhandlung: „Das Parfum“ – wieviel Realität steckt in dem Roman und Kinofilm?) Wiley-VCH Verlag, Weinheim 2004, ISBN 3-527-30823-7.
- Alexander Kissler, Carsten S. Leimbach: Alles über Patrick Süskinds „Das Parfum“. Der Film – Das Buch – Der Autor. Heyne, München 2006, ISBN 3-453-81089-9.
- Bernd Matzkowski: Patrick Süskind: „Das Parfum“ (= Königs Erläuterungen und Materialien, Bd. 386). C. Bange Verlag, Hollfeld 2011, ISBN 978-3-8044-1922-3.
- Oliver Mittelbach: Auf den Spuren von Patrick Süskinds „Das Parfum“. Ein Reiseführer zu den Romanschauplätzen. Mit Infos zum Film. books&friends, Essen 2006, ISBN 3-9810996-0-5.
- Andreas Pfister: Der Autor in der Postmoderne. Mit einer Fallstudie zu Patrick Süskind. Dissertation. Fribourg 2005, abrufbar unter:  (PDF; 1,2 MB).
- Judith Ryan: Pastiche und Postmoderne. Patrick Süskinds Roman „Das Parfum“. In: Paul Michael Lützeler (Hrsg.): Spätmoderne und Postmoderne. Beiträge zur deutschsprachigen Gegenwartsliteratur. Fischer, Frankfurt a. M. 1991, S. 91–103.
- Rainer Scherf: Der verführte Leser. Eine Interpretation von Patrick Süskinds „Das Parfum“. Tectum-Verlag, Marburg 2006, ISBN 978-3-8288-9124-1.

### Rezensionen und sonstige Artikel
- Michael Fischer: Ein Stänkerer gegen die Deo-Zeit. In: Der Spiegel. Hamburg, 4. März 1985
- Tim Pröse: Verduftet. In: Süddeutsche Zeitung Magazin. München, 15. März 2002
- Marcel Reich-Ranicki: Des Mörders betörender Duft. In: Frankfurter Allgemeine Zeitung. Frankfurt a. M., 2. März 1985
- Wolfram Schütte: Parabel und Gedankenspiel. In: Frankfurter Rundschau. Frankfurt a. M., 6. April 1985
- Wolfram Schütte: „Parfum“ und Unmenschlichkeit. Mengele von Süskinds Roman aus gesehen. In: Frankfurter Rundschau. Frankfurt a. M., 5. Juli 1985
- Claudius Seidl: Der Ruhm des Unsichtbaren. In: Frankfurter Allgemeine Zeitung. Frankfurt a. M., 23. März 2009
- Gerhard Stadelmaier: Lebens-Riechlauf eines Duftmörders. In: Die Zeit. Hamburg, 12.–15. März 1985
- (ohne Autorenangabe:) Das Parfum. In: Diogenes Magazin. Nr. 3, Zürich, Frühjahr 2010 (enthalten im Pressedossier „Patrick Süskind“ des Diogenes Verlags)

## Filmische Analyse
- Julia Benkert: duft und distanz. Bayerischer Rundfunk, 2006.